# Värmlands nation, Uppsala

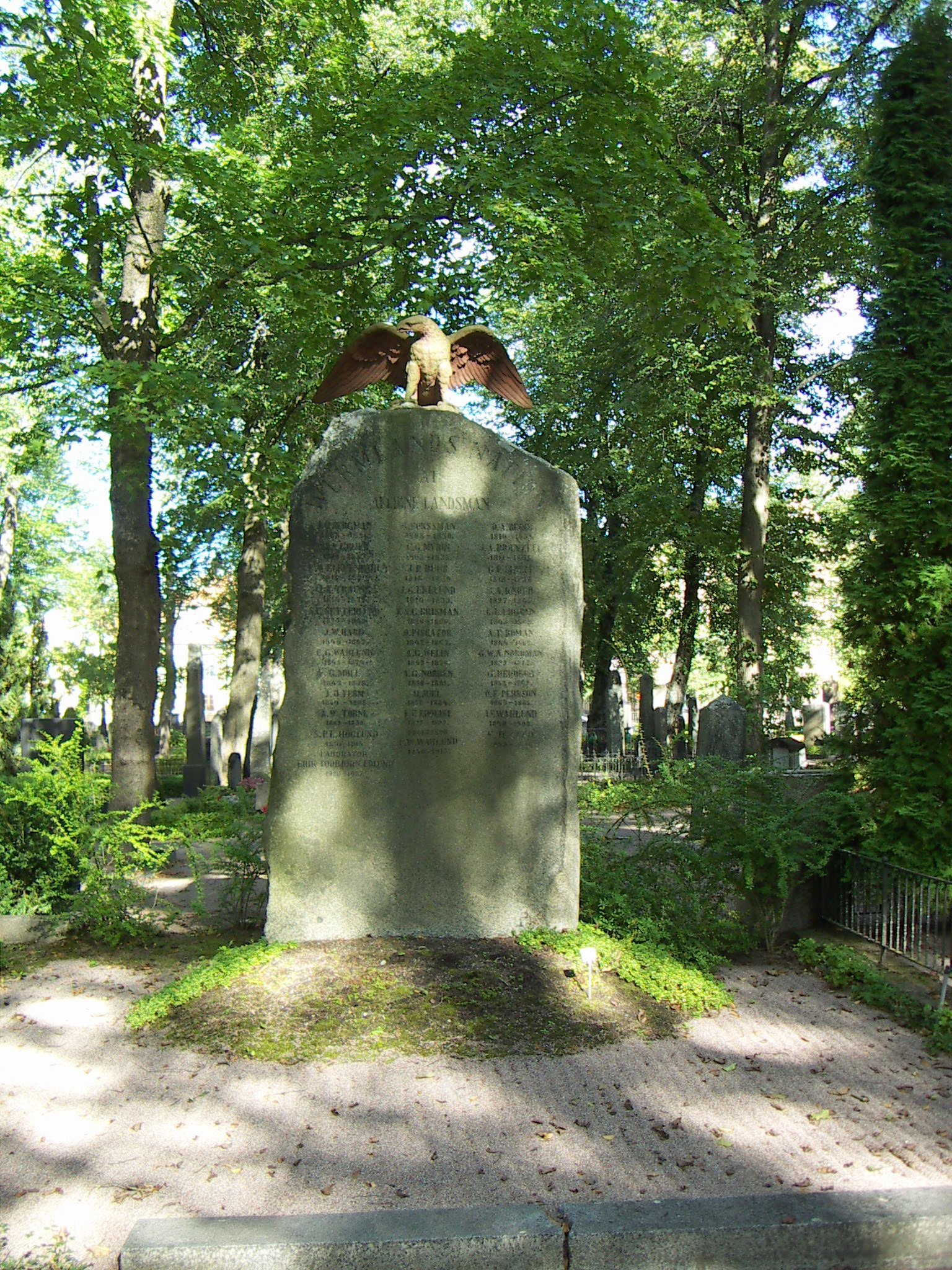
Värmlands nationsgrav på Uppsala gamla kyrkogård.

Värmlands nation är en av tretton nationer vid Uppsala universitet. Värmlands nations upptagningsområde motsvarar Karlstad stift, det vill säga landskapen Värmland och Dalsland. Något formellt krav på anknytning till något av dessa landskap finns numer inte. Nationen har ett brett utbud av verksamheter, förutom nationens restaurang-, café-, pub- och festverksamhet finns även ett bibliotek att låna skön- och kurslitteratur. Dessutom finns möjligheter att söka stipendier, erhålla handlån, fika eller surfa på internet. Övriga verksamheter är: fotografering, idrott, körsång och spex.
Nationshuset i rött tegel är ritat av Ragnar Östberg och stod färdigt 1930.

## Historia
Värmlandsstudenter slöt sig samman så tidigt som i slutet av 1500-talet, men först 1660 bildades ett organiserat nationsliv i och med att Värmlands nations stadgar skrevs. Nationen hade sina sammankomster hemma hos sin inspektor den första tiden. När medlemsantalet växte var man tvungen att leta efter egna lokaler. Man förde till att börja med ett kringflackande liv i olika tillfälliga lokaler runt om i Uppsala tills man slutligen fick mer permanenta lokaler i det Oxenstiernska huset.

## Nationshuset
År 1826 initierade Erik Gustaf Geijer, dåvarande inspektor, bygget av ett eget nationshus åt värmlänningarna genom att starta en fond för ändamålet. Hans tanke var att huset skulle hysa nationens boksamlingar och ge rum för sammankomster, "litterära, musikaliska och gymnastiska öfningar". Det var på 1870-talet som en permanent lösning stod för dörren, och 1874 köptes en tomt i kv. S:t Erik av nationen, vilket är samma tomt som idag nationshuset ligger på.
Det finns tidiga skisser på att en storstilad tennisbana. Möjligheten gavs när den trogne värmlänningen Jonas Bjurzon år 1883 donerade den betydande summan av 30.000 kronor till "uppbyggandet af ett Nations-Hus af sten". Men alla planer blev inte verklighet och det dröjde innan huset stod färdigt. Det var under hösten 1910 som byggnadsfrågan kom på tal igen, då genom nationens förste kurator Helge Kjellin. Denne frågade sin bror Elis Kjellin, som var arkitekt i Stockholm, om han kunde göra ett förslag till nationen på en byggnad, varpå han svarade ja. Uppdraget var inte officiellt, så nationen behövde inte ta ställning till de förslag som Kjellin lämnande in. Men nu var åtminstone diskussionen igång, och en förfrågan gick även till Kjellins mer kände kollega Ragnar Östberg. Detta skedde hösten 1912 och gjordes av det årets förste och andre kuratorer, Arne Westgren, och Hugo Stenbeck. Att just Östberg blev den som tillfrågades var inte så oväntat då han vid denna tid började anses vara den främste arkitekten i sin generation. Östberg hade skapat detta rykte främst via sina många villabyggen och privatbostäder. Han uttryckte även ett starkt ogillande till 1800-talets arkitekturideal och blev därför även sedd som talesman för en ny tid och andra livsideal.

Ragnar Östberg lämnade ett förslag till nationen i maj 1913. Redan vid höstterminen samma år beslöt man sig att gå vidare med planerna. Östberg kunde därför fortsätta med skisserna och huvudritningarna kunde levereras i maj 1914. Nationen hade nu allt för att byggnaden kunde börja uppföras, tomten, medlen och ritningar från arkitekten. Men så kom kriget, och priserna for i höjden, vilket resulterade i att ett besluts togs av nationen i november att vänta med byggstarten. Efter detta låg planerna flera år i dvala. Det var inte förrän i slutet av 1925 som planerna på nytt kom upp för diskussion. Men nu ansågs Östbergs tidigare ritningar förlegade, varpå man bad arkitekten att bearbeta dessa. Detta kom dock inte som en överraskning för Östberg, som själv hade letat upp sina gamla ritningar för Värmlands nation efter att Stockholms stadshus fullbordats 1923. Östberg saknade då uppdrag och hade under 1924 hittat sin gamla ritningar för nationen och tyckt att det var orättvist att dessa fallit i glömska på grund av krigsåren. Östberg kunde runt 1925 tillsammans med den nyinvalda landsmannen Paul Mohn tända nationens intresse för att genomföra en nybyggnad. 

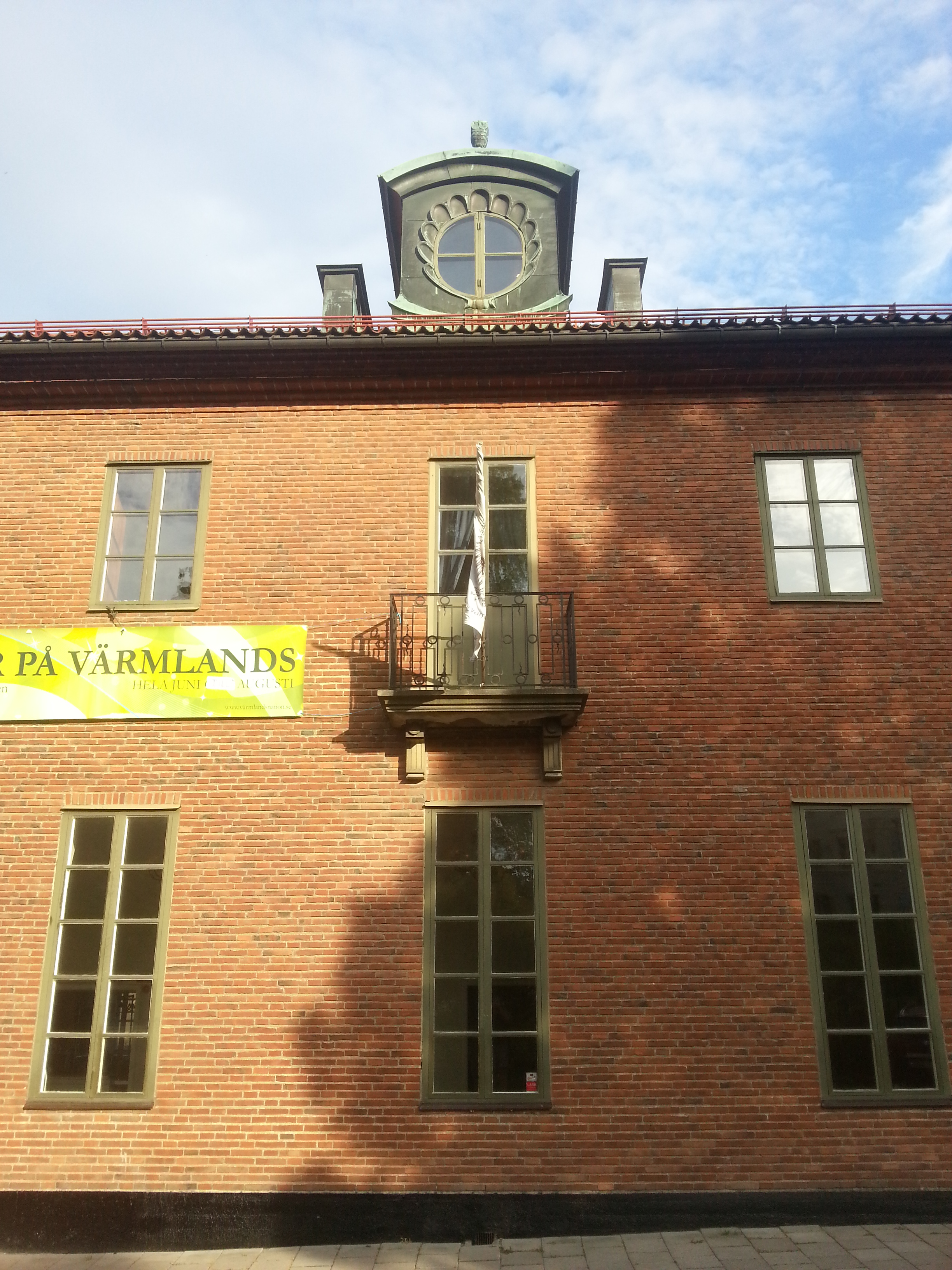
Värmlands nation 2014

År 1926 kunde Östberg på nytt presentera ett förslag som var väsentligt likt det hus vi kan se idag. I ritningarna kunde de se att hallen med sin stora trappa blev ett huvudrum. Entrén fick ett långsmalt kapprum och där vi kan se en bred trapp, något som visade att Östberg inte förlorat sin förkärlek till processionsartade vägar in i en byggnad. Fasaderna med det höga taket och de enkla pilastrarna gör att tankarna går till holländskt och svenskt 1600-tal. Efter att nationen sett Ragnar Östbergs nya ritningar togs beslutet den 14 maj 1926 ett ge uppdraget till denne. Huvudritningarna från Östberg kom i mars 1927. Det var först våren 1929 som själva byggarbetet kunde ta fart. Till byggmästare valdes Anders Diös. Byggnadskommittén som tillsattes leddes av Harald Eklund, förste kurator 1926 och blev sedan professor i religionsfilosofi. Det var först vid slutet av bygget som Ragnar Östberg insåg vilken gärning de gjorde detta kvarter som tidigare bestod av kåkbyggnader, arkitekten skrev själv "det stora ansvaret som arkitekt för detta nationsbygge vid foten av Svea rikes domkyrka och Helga Trefaldighets kyrka". 

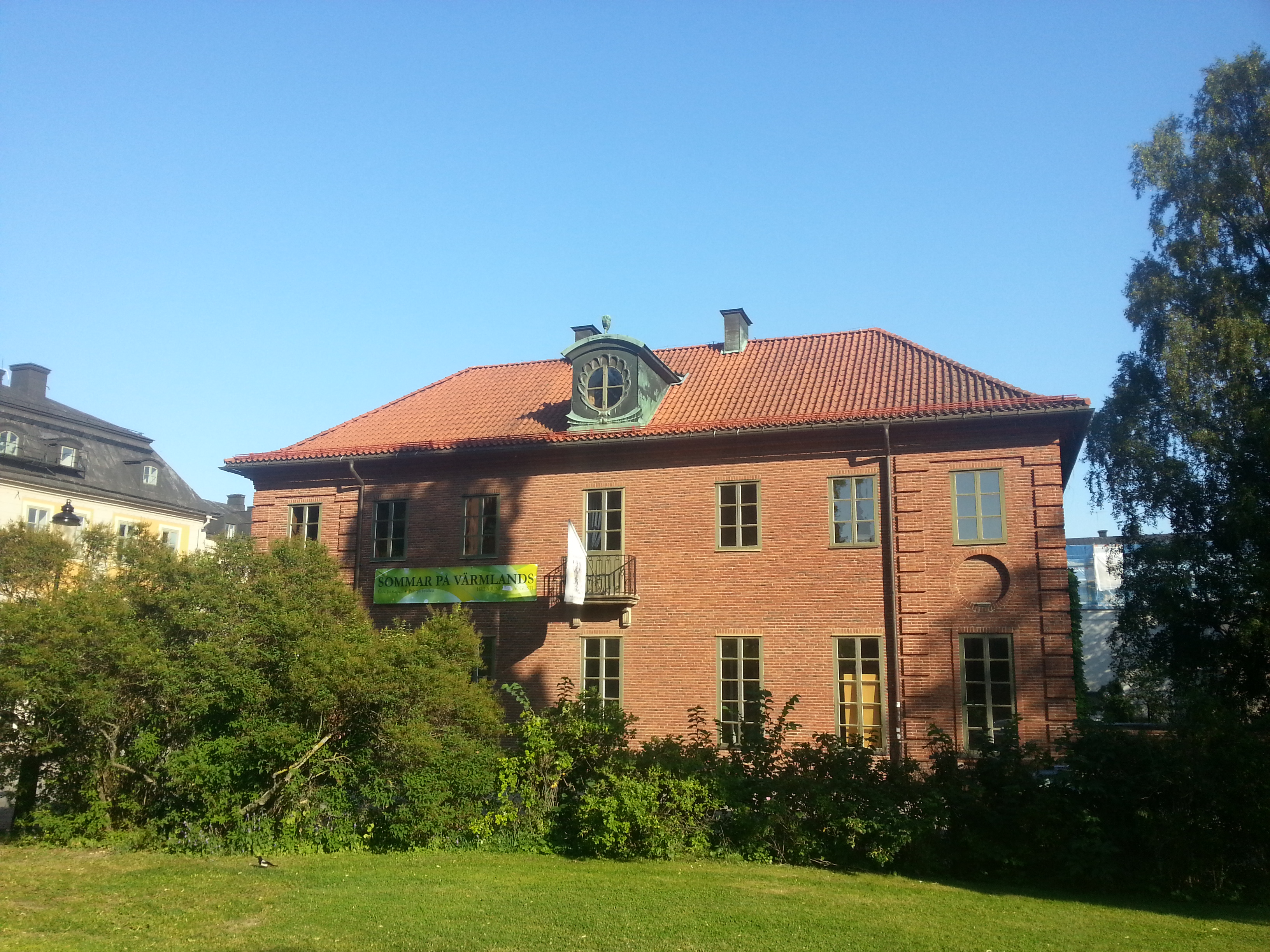
Värmlands nation 2014

Först den 11 oktober 1930 invigde Kung Gustav V, vald till Förste hedersledamot 1877, Värmlands nationshus vid Riddartorget. Andra celebriteter som närvarade denna dag var Östen Undén, han var där i form av representant för universitetet, den kyrkliga närvaron stod ärkebiskop Nathan Söderblom för, hembygden representerades av den värmländske landshövdingen Unger och biskop Eklund. Östberg ville att det nya nationshuset skulle samspela med sin omgivning runt Riddartorget och därför valdes tegel för att efterlikna domkyrkans fasad. 
Det nya nationshuset speglade den sociala roll som en nation hade vid denna tid, och även de som inte kunde närvara vid invigningsceremonin ville visa sin uppskattning för att Värmlands studentnation fått ett nytt hus. Selma Lagerlöf skickade exempelvis ett telegram som löd på följande vis: 
Lycka till med nya huset 
aldrig något fel med ljuset 
aldrig värmepannan tom 
må desslikes snilleflamman 
låga så i knog som gamman 
hjärtvärmen håll samman 
värmlandsbarnens helgedom.  

Inför 350-årsjubileet 2010 renoverades delar av nationshusets inre samt dess gästentré från maj till september 2009. Bland annat installerades en till hiss i huset, som går ända från entréplan till vindsutrymmet, lokalerna handikappanpassades och flera nya golv lades.

## Tegnérrummet
Tegnérrummet är en påkostad kopia av det Myhrmanska förmaket som finns i Rämens herrgård som ligger i Filipstads kommun, och är döpt efter skalden Esaias Tegnér. Det var brukspatronen Christoffer Myhrman den äldre (1712-1775) som lät uppföra denna herrgård, som stod färdig år 1760. Herrgården ritades av arkitekten Olof Tempelman (1745-1816), den samme som ritade Gustav III paviljong. Familjen Myhrman lät anställa Tegnér kring år 1800 som informatör och lärare åt barnen, och en av sondöttrarna till Christoffer Myrhman, Anna Maria Gustavia Myhrman (1785-1853), kom år 1806 att gifta sig med Tegnér.
I Rämens herrgård utfördes dessa väggmålningar år 1783 av Henrik Silvius, och de är utförda i pompejansk stil som var högsta modet vid denna tid. Rummet i herrgården har även inretts med möbler i gustaviansk stil. När så det var dags för att inreda det nya värmländska nationshuset i Uppsala gav Carl Fredga nationen i gåva den vackra väggdekoren. Fredga var tidigare inspektor vid nationen, mellan 1949 och 1956.
Denna dekor utfördes av Gotte Lundqvist (1885-1954), samme konstnär som skapade reliefkartan över Värmland som finns över den öppna spisen i nedre trapphall i nationshusbyggnaden. När rummet tillkom gav även Wermländska Sällskapet tillsammans med Värmlands Gille fyra kopior av de gustavianska stolar som går att finna i Tegnérrummet i Rämens herrgård. Utöver detta lät man även tillverka och ge bort i gåva en kopia av ett konsolbord, och en soffa, båda i gustaviansk stil, från Östrabo. Det var i Östrabo biskopsgård som Tegnér tillbringade sin sista tid, från år 1824 fram till sin död 1846.

## Biblioteket
Nationsbiblioteket bildades 1755. På ett landskap upplästes ett fullständigt förslag till stadgar för ett bibliotek, och i förslaget nämns bland annat att ”några Nationer här vid Kongliga Academien uti berömlig afsigt förskaffat en hop böcker och fortfara årligen att öka deras antal”. Värmlands nation ville inte vara sämre och gjorde likadant. Men man hade fortfarande inget eget hus, så därför fick böckerna flyttas runt mellan varje ny tillsatt kurator vid nationen. Vilket innebar att man fick bära ett bokskåp mellan olika adresser i flera år. Detta gjorde det svårt att hålla ordning på utlånen, och snabbt försvann många dyrbara böcker. 
Den första större donationen av böcker till nationen gjordes av biskop Olof Bjurbäck i början av 1800-talet, vilket bestod av ”en dyrbar boksamling uti åtskilliga språk och vetenskaper”. Bjurbäck skänkte även en större donation böcker till Uppsala universitetsbibliotek. 
Nationens nuvarande biblioteksrum designades av Ragnar Östberg, tillsammans med övrig inredning i nationshusbyggnaden.

## Konstinventarier (ett urval)

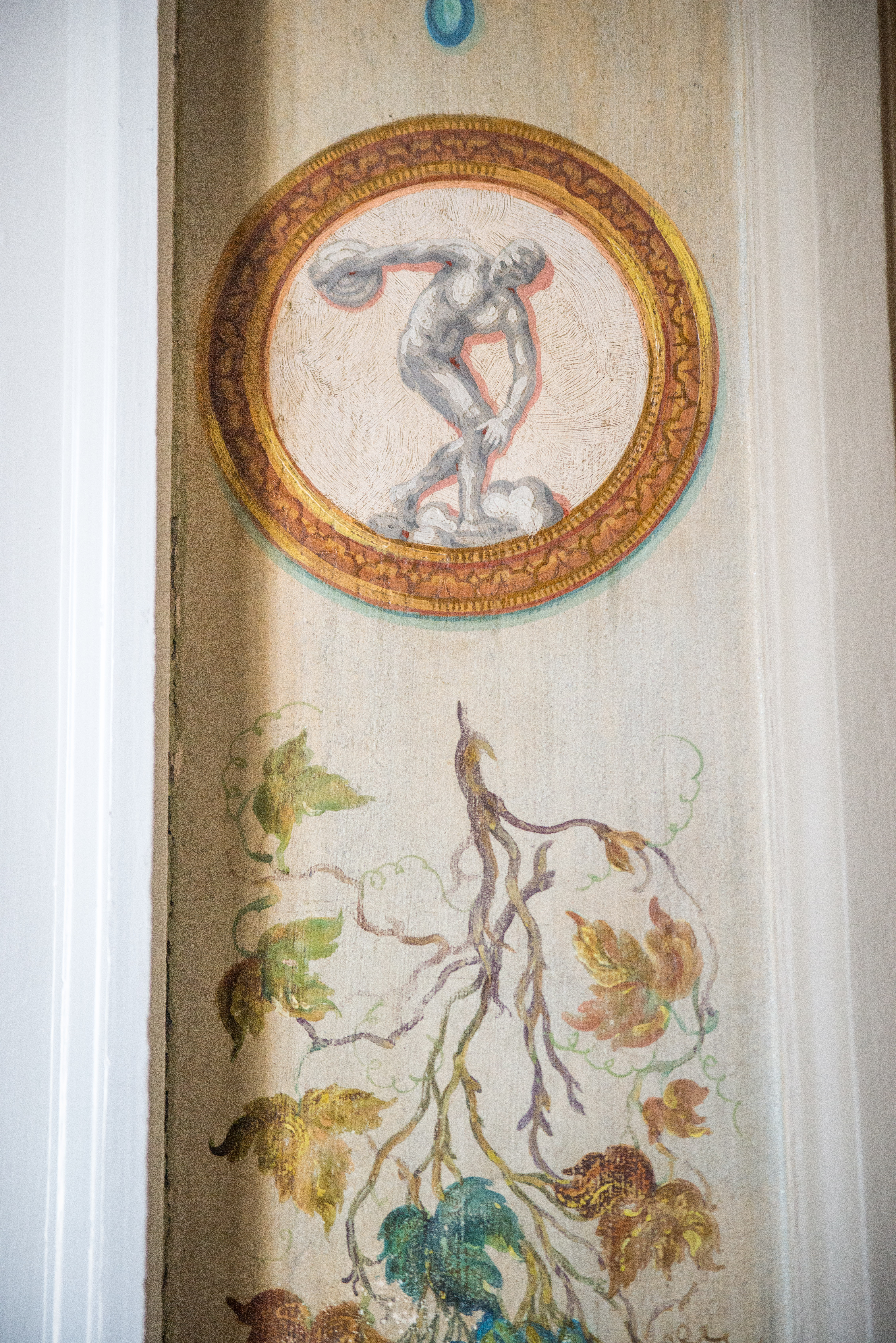
Detalj från Tegnérrummets väggmålningar. Kopia efter förmaket från Tegnérs hem, Rämmens herrgård. Utförd av Gotte Lundqvist, och gavs till nationen av inspektorn Arne Fredga.
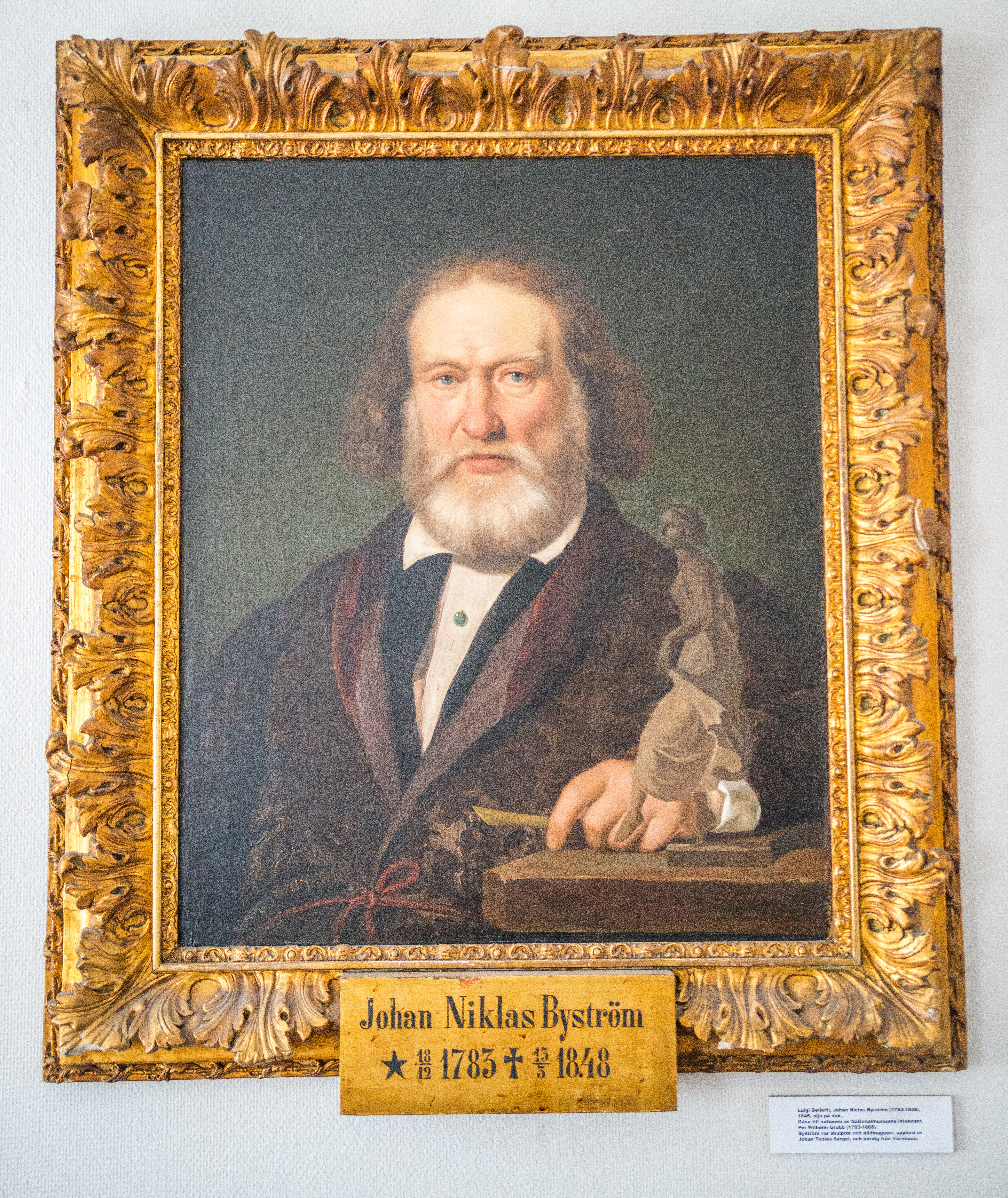
Johan Niklas Byström, utfört av Luigi Belletti.
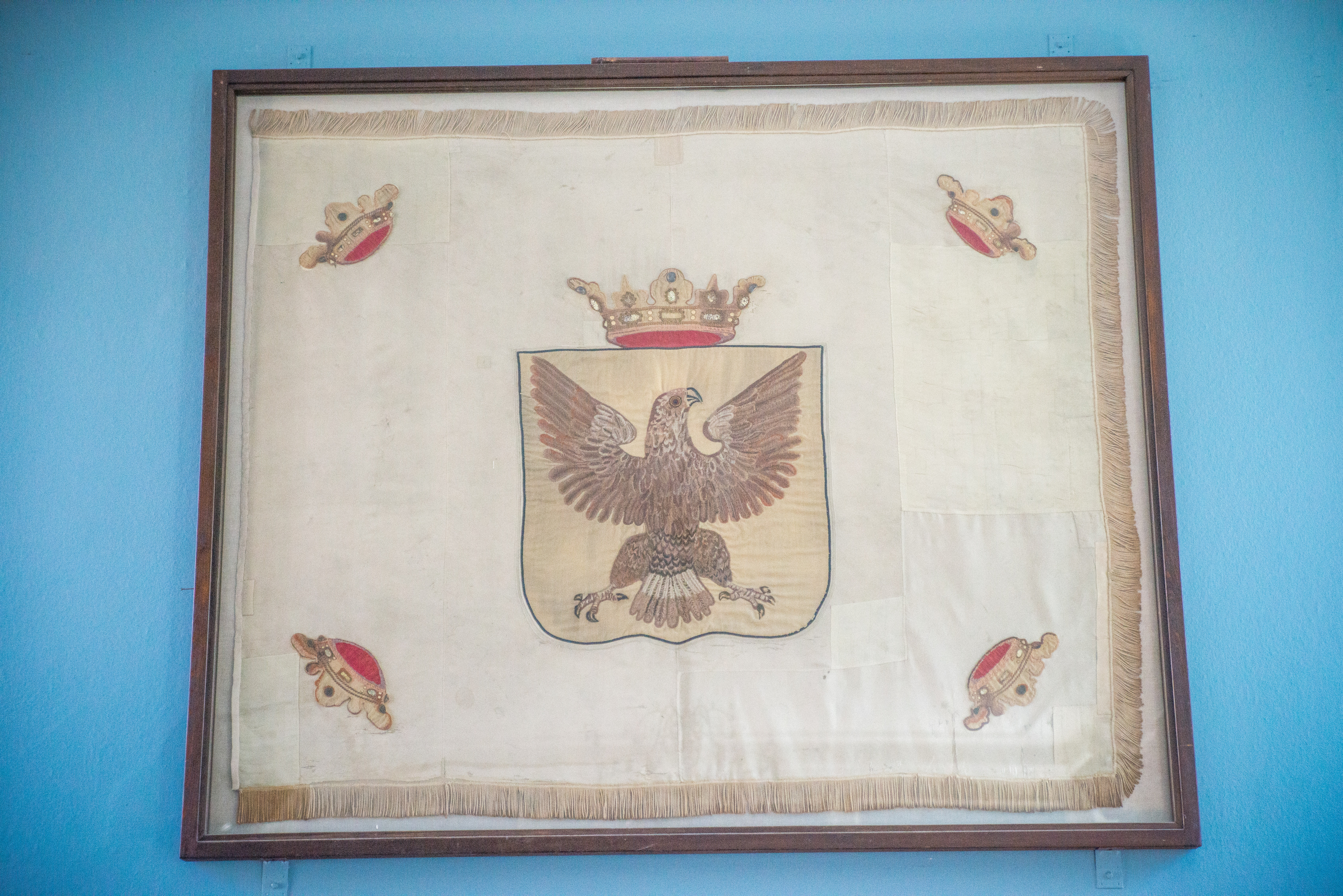
Fana i nationens stora sal.
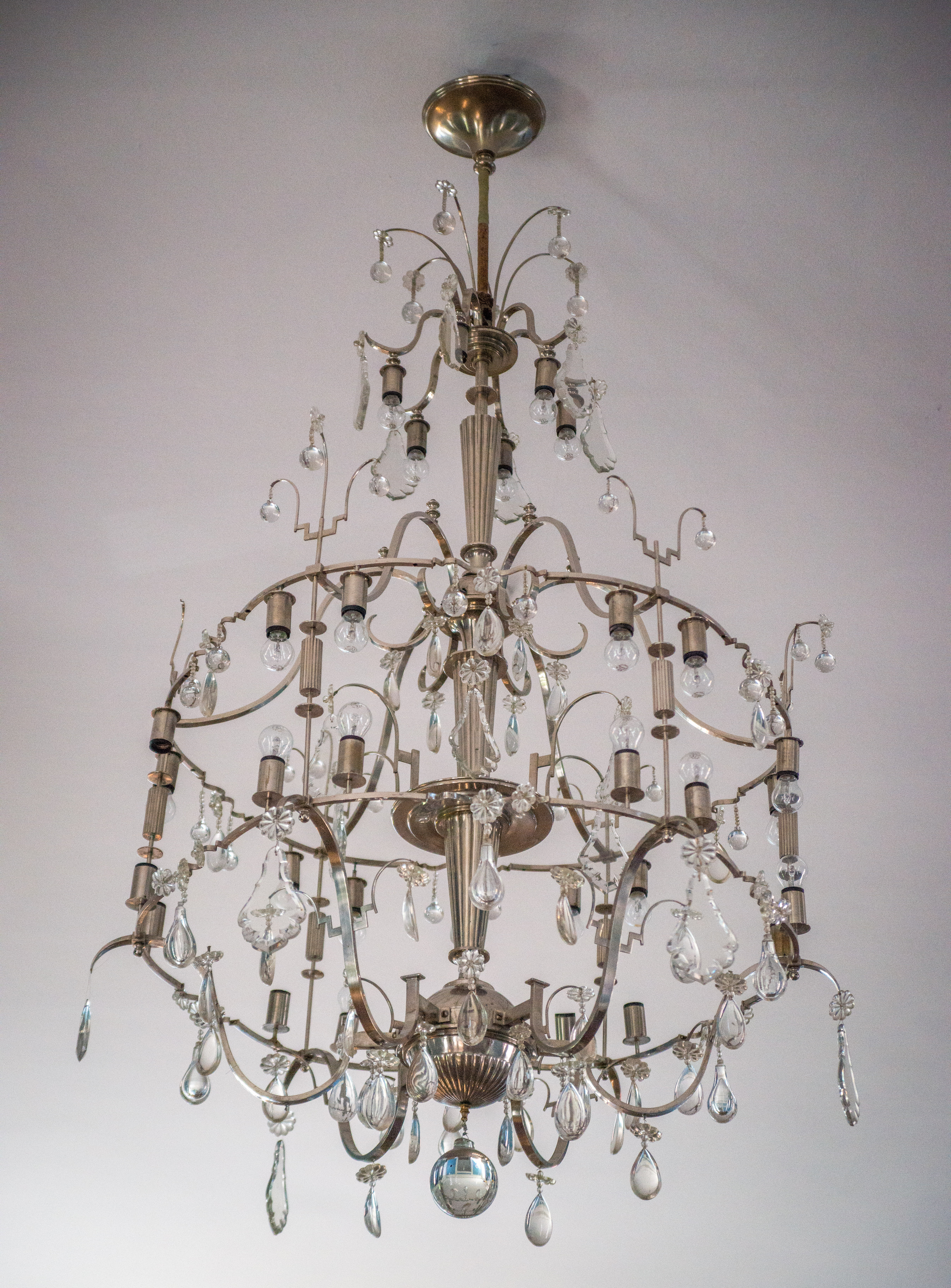
Kristallkrona designad av Ragnar Östberg för nationshusbyggnaden. Hänger i nationens stora sal.
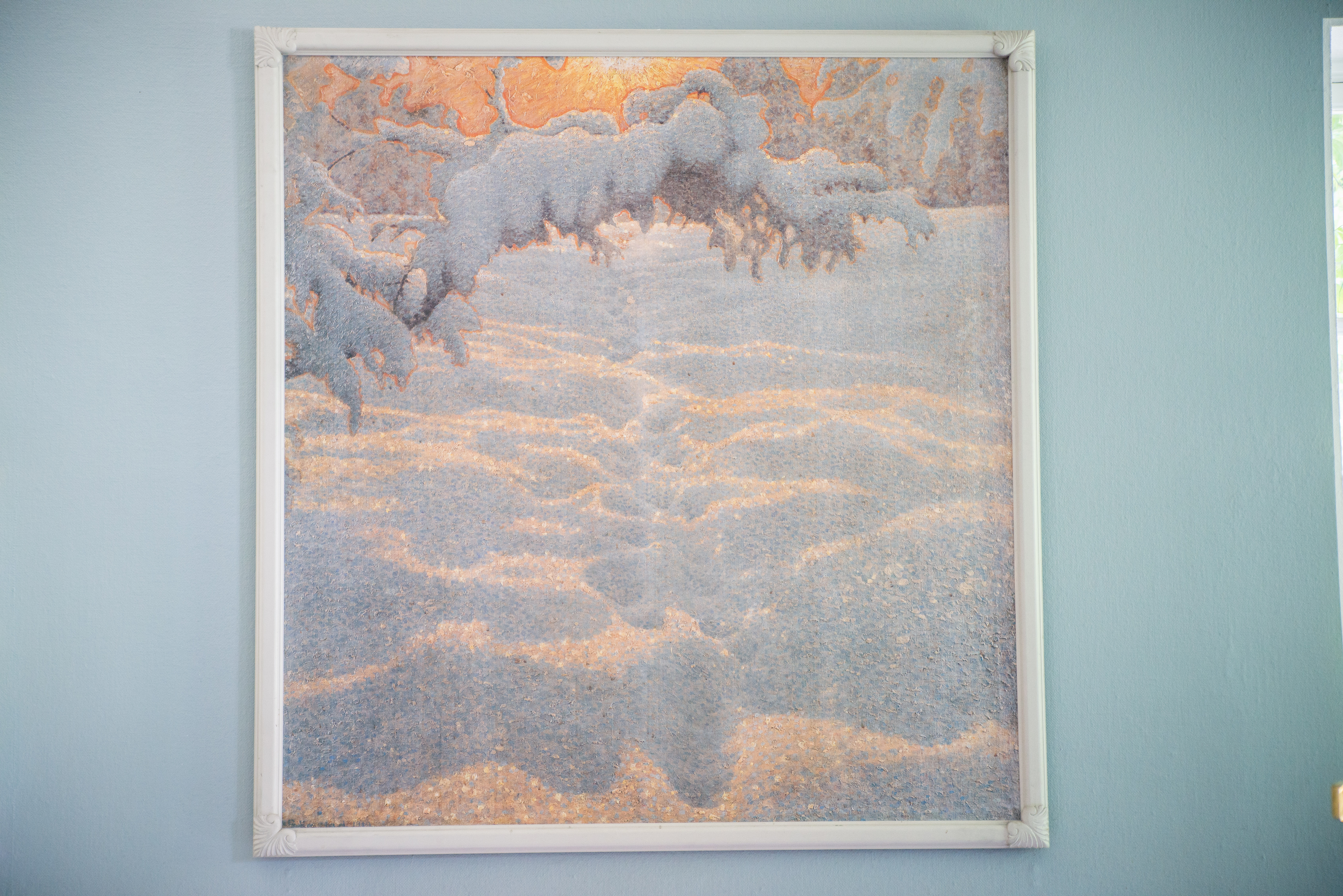
"Livsgåtan" utförd av Gustaf Fjaestad, inköpt år 1924 i samband med Fjaestadutställningen på nationen. Kopia, originalet deponerades av nationen vid Rackstadmuseet i Arvika.
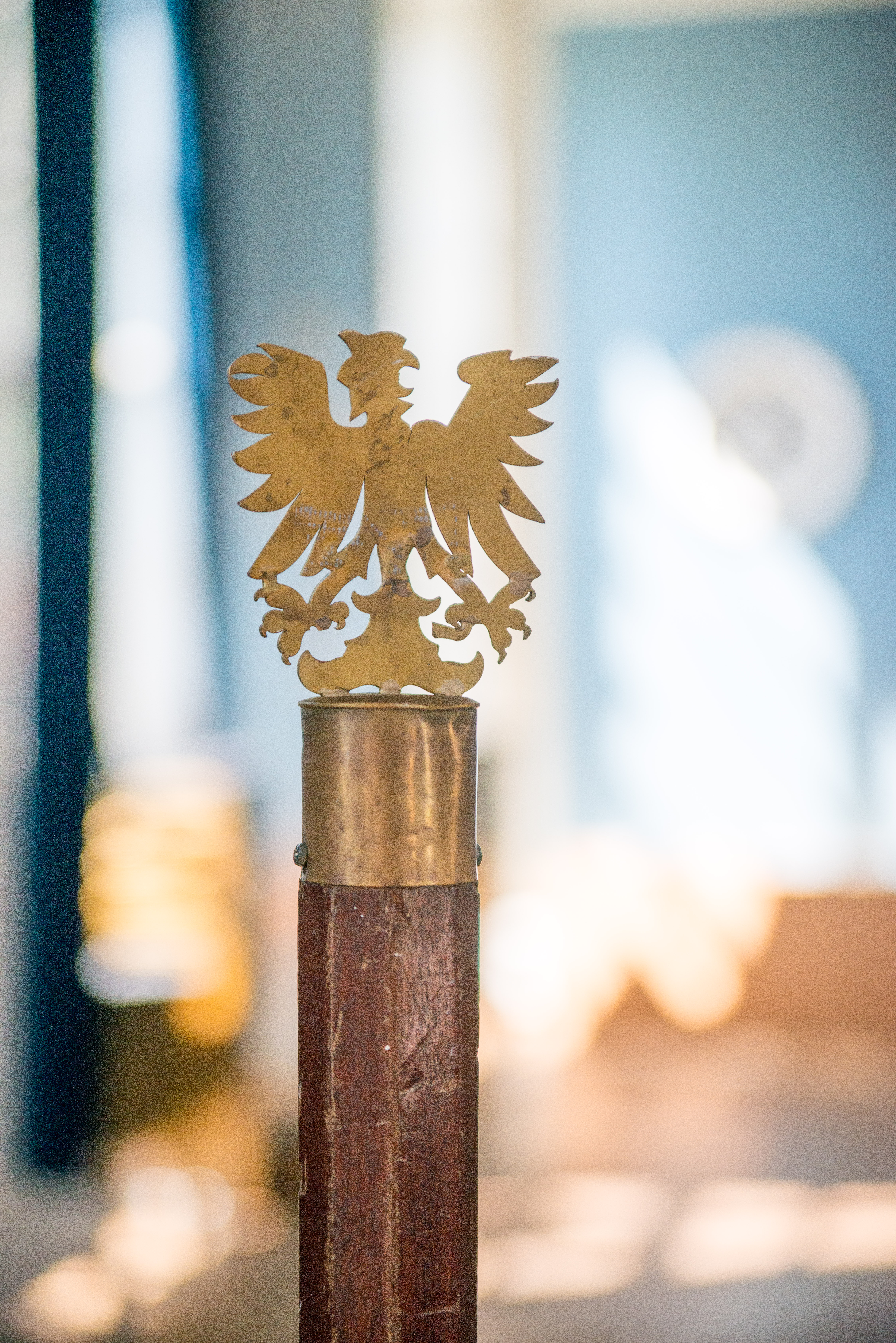
Detalj av Tredje kurators stav som krönts av en tvådimensionell örn. Gåva till nationen av Wermländska Sällskapet.
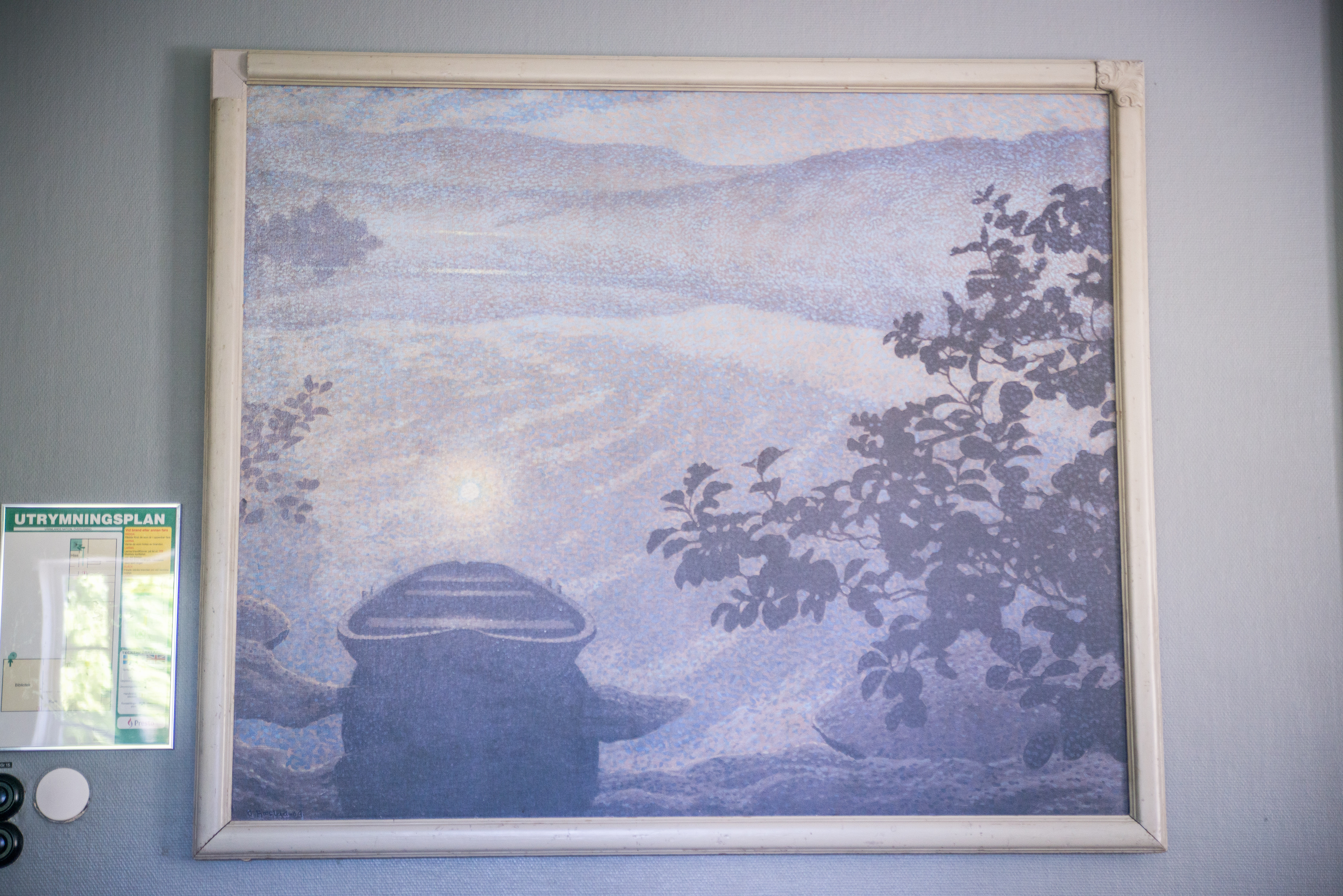
"Månskenseka" utförd av Gustaf Fjeastad år 1909. Kopia, originalet deponerades av nationen vid Rackstadmuseet i Arvika. Gåva till nationen av konstnären år 1929 "med tack för sången på Wärmländska utställningen 29".
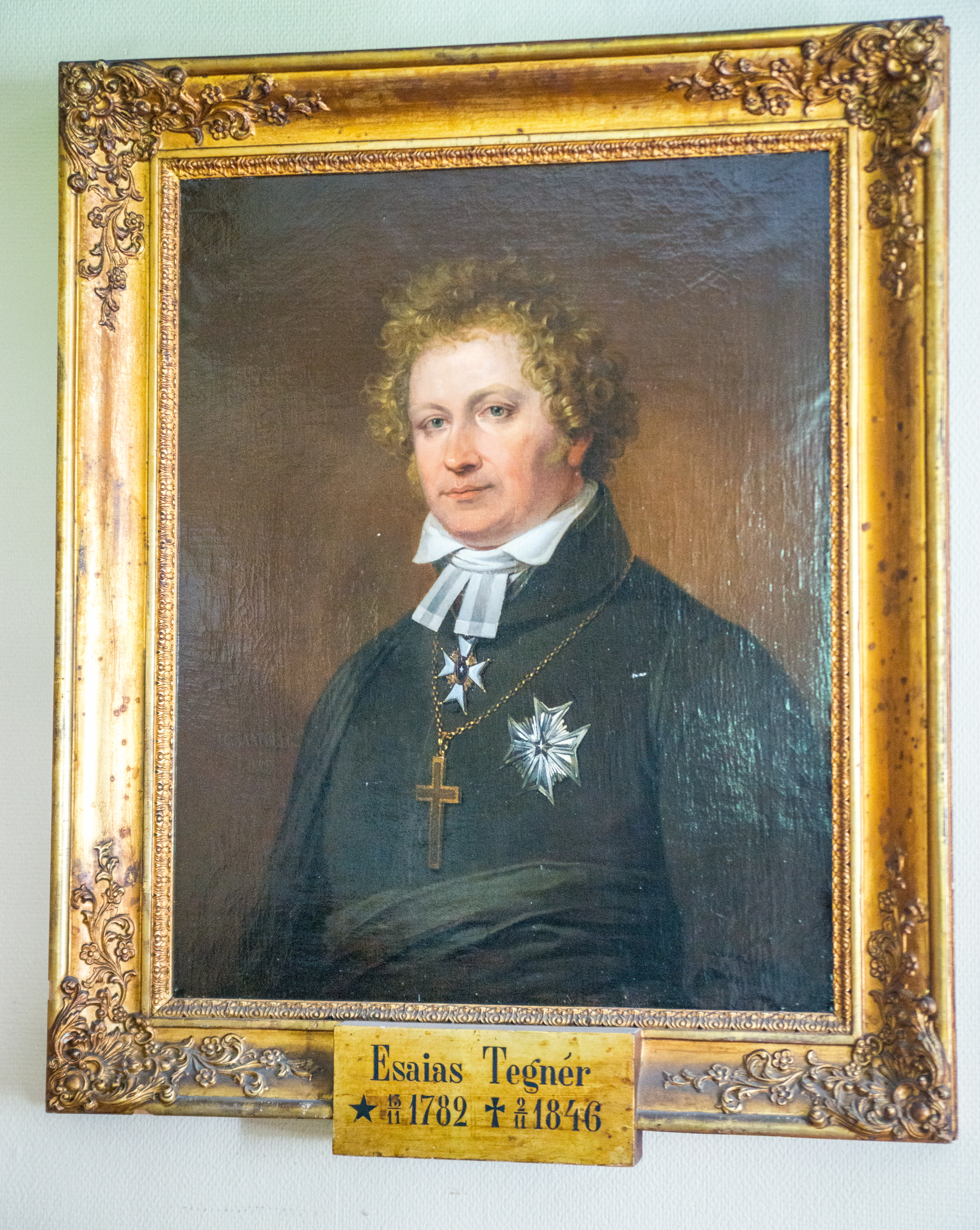
Esaias Tegnér, utfört av Johan Gustaf Sandberg.
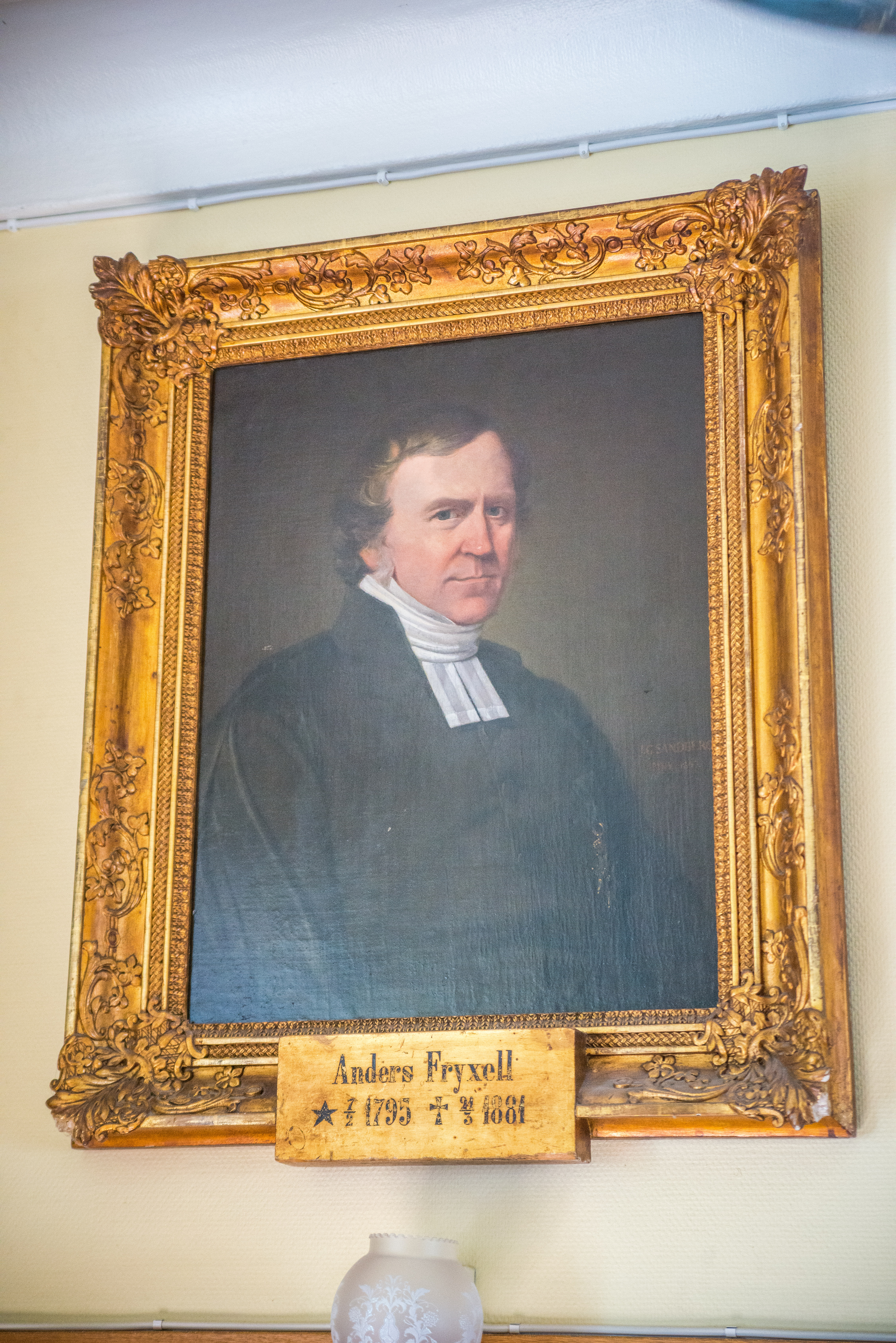
Anders Fryxell, utfört av Johan Gustaf Sandberg.
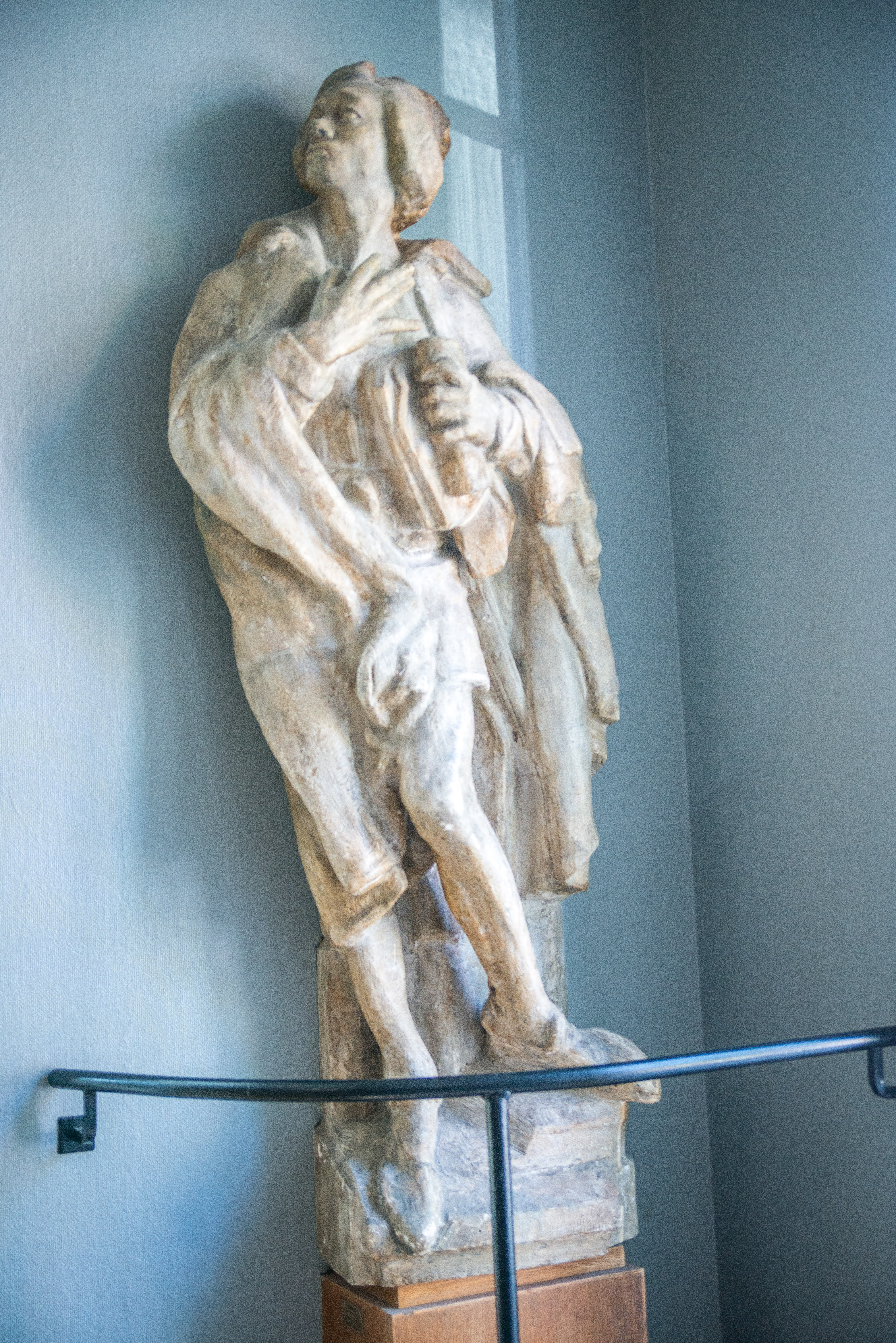
"Studenten" i nationshusets paradtrappa.

## Kulturellt
Nationen har i varierande grad engagerat sig i kulturell verksamhet, och har under årens lopp haft en hel del intressanta tillställningar i sina lokaler. På 1920-talet ställdes den berömde konstnären Gustaf Fjaestad ut i Stora salen i den så kallade "Wärmländska utställningen". Under 1964 års Kulturvecka på nationen bjöds fler värmländska konstnärer in till nationen för att visa upp sin konst, och de bärande namnen var Liss Eriksson och Ingemar Lööf. Eriksson hade under vårterminen samma år installerats som hedersledamot vid nationen. 
Under 2010-talet har på nytt kortare konstutställningar blivit ett återkommande inslag på nationen. På Kulturnatten 2014 ställdes konstnären Gerd Göran ut, året därpå följde en utställningen med Lars Lerin där över 7000 besökare kom till Värmlands nation under en enda dag. År 2016 ställde nationen ut konstnären Bengt Olson under Kulturnatten.

## Wermlandus - nationens egen tidning
Det var under årets första landskap 1960 som det bestämdes att Värmlands nation skulle ha sin alldeles egen nationstidning. Det var den dåvarande förste kuratorn, Carl-Wedig Geijer, som tog initiativet till det, och var något som gjordes i samband med nationens 300-årsjubileum. 
Tidningen skulle komma ut fyra gånger per år, och då innan varje satt landskap. Till en början var det lite oklart vad tidningen skulle heta, och den har haft lite olika namn. Första numret kallades helt sonika för "Nationsbladet", men det tyckte snabbt redaktionen var aningen "ooriginellt", och ändrades sedan till "Pst!" inför andra numret. Men efter detta nummer ansåg flera av läsarna att detta var svåruttalat och krångligt att säga. Det var först tredje gången gillt som namnet blev spikat, så vid det tredje numrets utskick hade tidningen fått namnet "Wermlandus", vilket det har än idag. 
På första sidan av det första numret kunde man läsa: 
"Avsikten med detsamma är att försöka åstadkomma ett kontaktorgan, vari kuratorer och andra ämbetsmän på ett måhända behändigare och trevligare sätt än tidigare kan meddela sig med landsmännen. Förut har ju landskapskallelser, terminsprogram, stipendiekungörelser, etcetera skickats ut brevledes eller tillkännagetts på nationens anslagstavlor, men detta har visat sig både kostsamt och opraktiskt, varför detta blad kan betraktas som ett rationaliseringsförsök."
Namnet på nationstidningen kommer från klassiska benämningen på en student från Värmland och Dalsland, men det står också för det latinska ordet för Värmland. 
Tidningen har åtminstone två moment alltid varit återkommande - nationens landskapskallelse och en 1Q-spalt. Tidningen skickas ut till medlemmar, seniorer samt hedersledamöter. 

## Föreningar

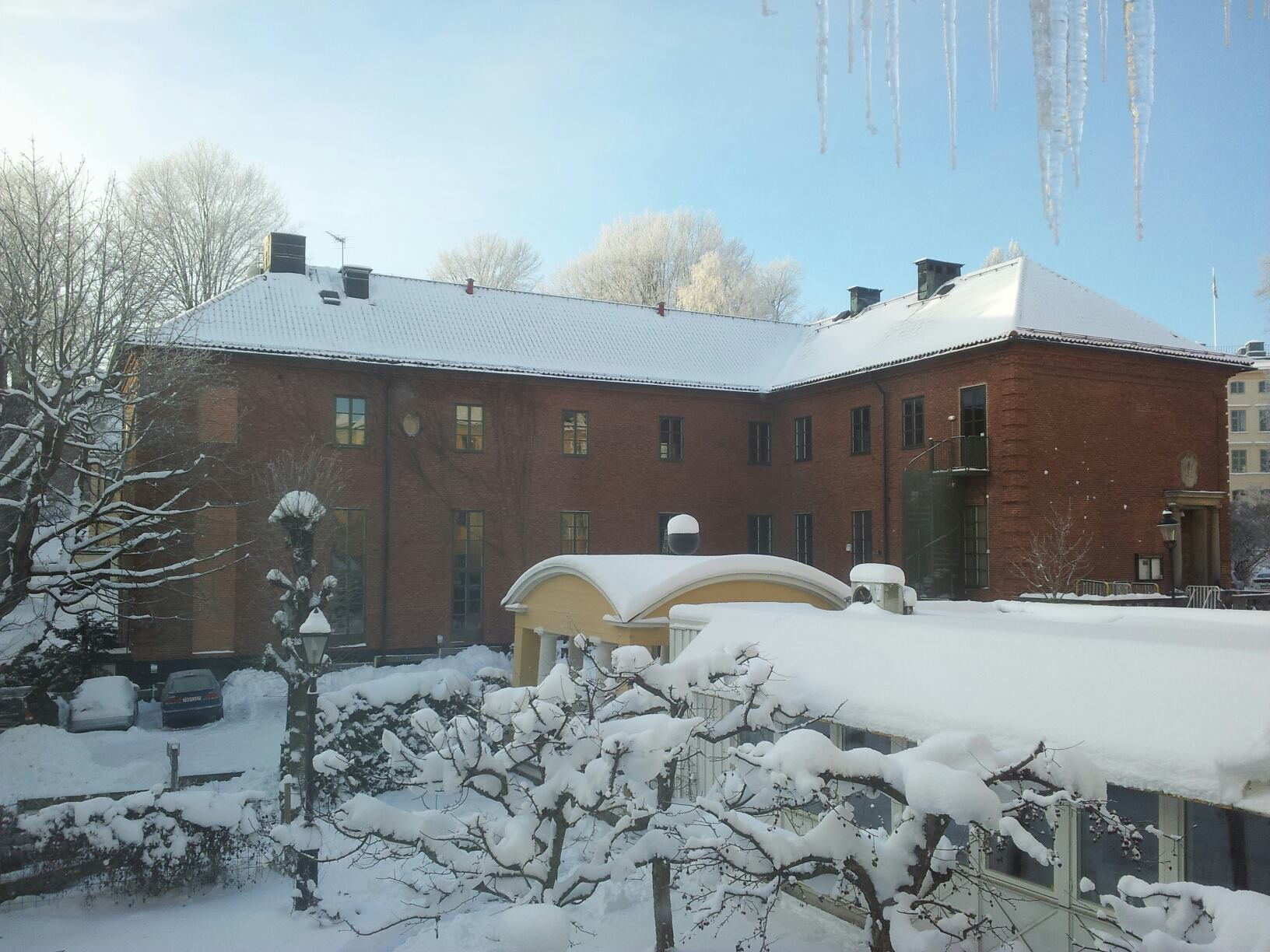
Värmlands nationshus 2013.

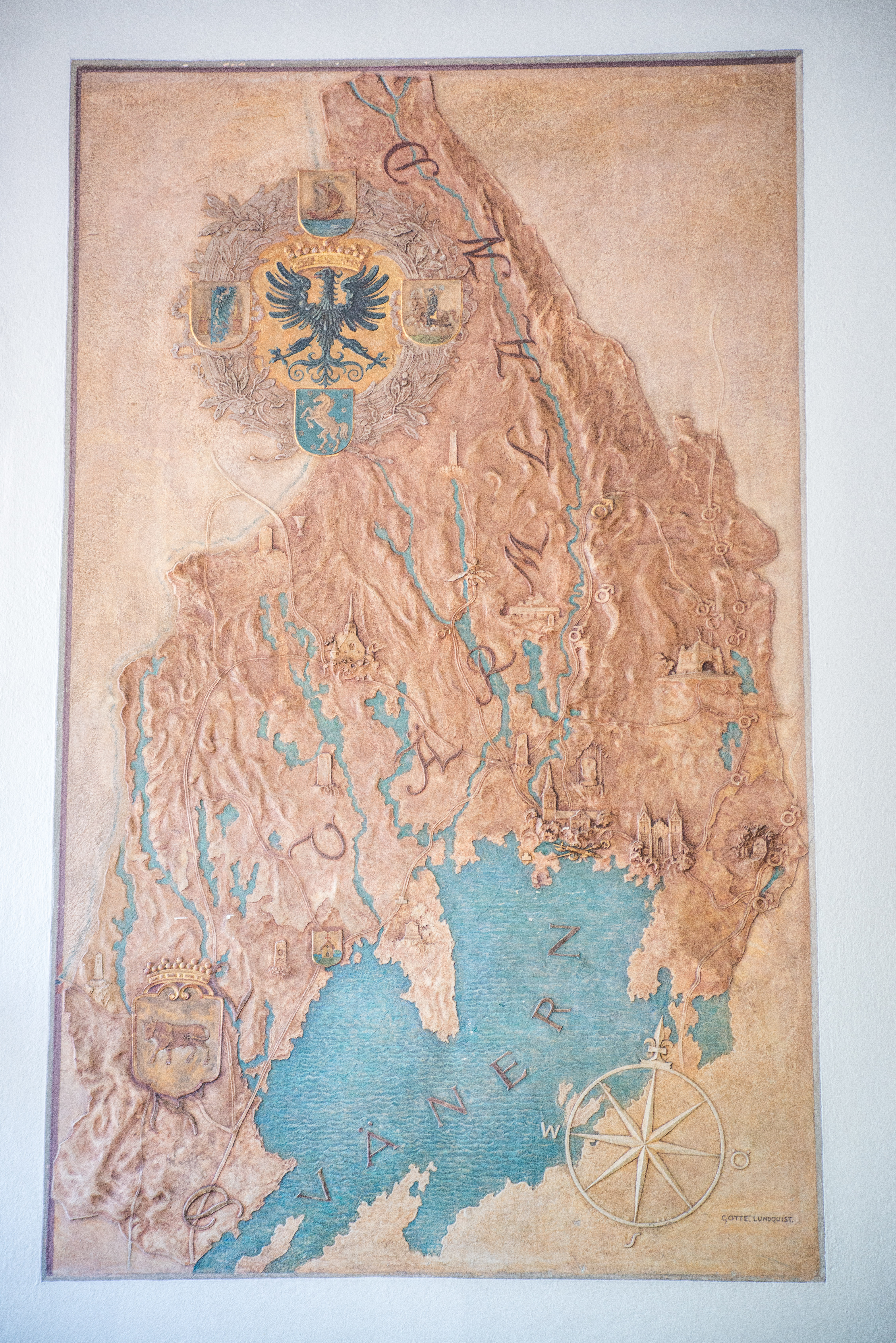
Relief utförd av Gotte Lundqvist.

På nationen finns följande föreningar:
- Värmlands nations kör
- Värmlands Nations Spelförening
- Uppsala extremsportförening, UppX
- Värmlands nationsband Wärmeslaget
- Benwermarna
- Värmländska Akademin
- Wermeslaget (vilande för närvarande)
- Teaterföreningen (vilande för närvarande)
- "Spex"föreningen Gleedarna (vilande för närvarande)
- Fotoföreningen (vilande för närvarande)

## Bostäder

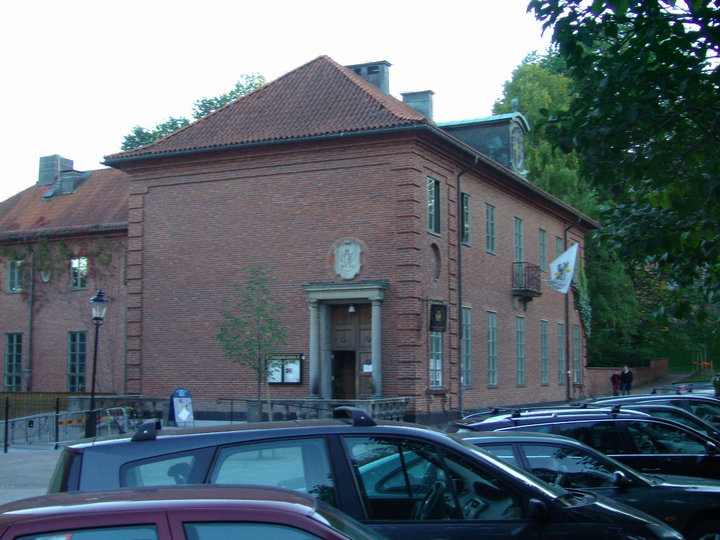
Nationshuset, 2010.

Nationshuset stod färdigt 1930, och det dröjde nu inte länge innan nationen kände sig mogen att bygga på nytt. År 1935 togs frågan upp om det inte var dags att bygga studenthem för nationens räkning. Det var vanligt i andra europeiska städer att uppföra studentbostäder men i Sverige hade detta ännu inte slagit genom i någon större skala. Den donation som nationen hade fått 1901 av psykiatriprofessorn Nils Gustaf Kjellberg, Sveriges förste kliniska lärare i psykiatri, skulle nu användas till detta ändamål. I maj 1935 gjordes en utredning för att kunna genomföra bygget, och vid höstterminen 1936 var huset klart för inflytt. Den bestod då av 32 studentrum. Byggnaden döptes till Fyllebo (idag Phyllebo), och den har även kallats för Ekeby och kavaljersflygeln, dock aldrig på papper. Anledningen till att det fick namnet Fyllebo var att det i byggnadens närhet låg ett kristet nykterhetsboende med namnet Nykterbo. Denna byggnad, Fyllebo, blev den andra byggnaden i Uppsala ämnad för studenter, den första var Studentkårens hus vid Öfre Slottsgatan. Denna byggnad var dock det första studentbostadshus som byggdes av en nation. I och med detta bygga var Värmlands nation vid denna tid ägare av fem byggnader i Uppsala. Till dessa räknades Oxenstiernska huset, där många landsmän åt i Lindholms matsalar, Söderbomska huset, där professor Runestam bodde, och Stadshotellet, där man brukade äta efter landskap, seniorskollegium och byggnadssammanträden.   
Phyllebo och Dygdebo ligger på Torsgatan och Götgatan i Uppsala. Phyllebo består av studentrum i korridorer. Dygdebo kallas de nio lägenheter som finns i studenthemmen. Sedan hösten 2008 har nationen även 50 lägenheter i ekonomikumparken i ett hus som kallas för Rackarbo.

## Ärtmiddagen
Ärtmiddagen har en lång tradition vid Värmlands nation och äger rum två gånger per år, en gång i mars och en gång i oktober. Middagen uppkom under beredskapstiden när det var ont om mat att få tag på och människor behövde leva sparsmakat. Landsmännen vid nationen ville ändock försöka ge sina medlemmar en trevligare vardag i samband med de första krigsåren och middagen sattes upp improviserat. Den fick snabbt fäste och uppskattning och har sedan dess varit ett stående inslag i nationens evenemangskalender.  
Middagen ser alltid likadan ut, så mycket av traditionen ligger även i det. Det är sill och snaps, ärtsoppa och varm punsch, pannkakor och svartvinbärsbrännvin. En annan återkommande tradition är talen. Talen måste vara parodier på vetenskapen och vetenskapliga framställningar. Förste kuratorns uppdrag med sitt tal är att ge en analys av ärtan, medan andre kurator ska ge nya rön om Värmlands grundläggare Olof Trätälja.  
En Ärtmiddag som gått till historien är 1964 års middag under höstterminen. Det var äntligen dags att installera statsminister Tage Erlander. Erlander hade varit statsminister i Sverige sedan 1946, och blev vald till hedersledamot vid Värmlands nation år 1961, men först tre år senare var det dags för installationen. Dåvarande förste kurator, Ulf Henricsson, höll ett tal till ärtan som färgades av statsministerns politiska ställning. Därför blev hyllningen till den röda ärtan, lingonet, som flera menar är för värmlänningar särskilt kär, speciellt till nävgröt och fläsk. Henricsson återkopplade till lingon även i installationstalet av Tage Erlander, med en hänvisning till den bok som Per Meurling skrivit om statsministern, där Tage som student vid Lunds universitet hade drygat ut sina inkomster genom lingonförsäljning. Tage fick lingonlådor hemifrån Ransäter och sålde dem på torget i Lund. Före avsalu klassade han lingonen så här:  
Klass I Extra prima torgbär  
Klass II Prima torgbär  
Klass III Sekunda torgbär  
Klass IV Ruttna lingon  
Klass V Extra prima exportbär  
Henricsson menade sedan på att det hade varit tur för Sverige att Erlander inte blivit handelsminister, utan att han istället fick en betydligt ofarligare post i regeringen.   
Sedan tågade den Värmländska marinen in i form av nationens dåvarande 2Q som hade varit och utforskat Fyris källor. Amiralflaggan överlämnades till den överbefälhavare som ansågs självklar, nämligen nationens dåvarande inspektor Bror Rexed. Inspektor tackade för överlämnandet, och vände sig sedan till statsministern för att i sin tur utnämna honom till hedersamiral och överste befälhavare av den Värmländska marinen och överlämnade amiralsflaggan till honom. Detta tackade Erlander för och ville även han i sin tur ge Rexed en hedersutmärkelse, och han fick då bli ny överbefälhavare över Harpsundsflottan. Något som i sin tur gjorde att han dessvärre fick avsätta den nuvarande överbefälhavaren, ministerpresidenten i Sovjetunionen Nikita Chrusjtjov, en post denne fått vid ett tidigare besök samma år vid Harpsund där han blev överbefälhavare och bordat flottans flaggskepp, Harpsundsekan. Stort jubel bland de närvarande middagsgästerna.     

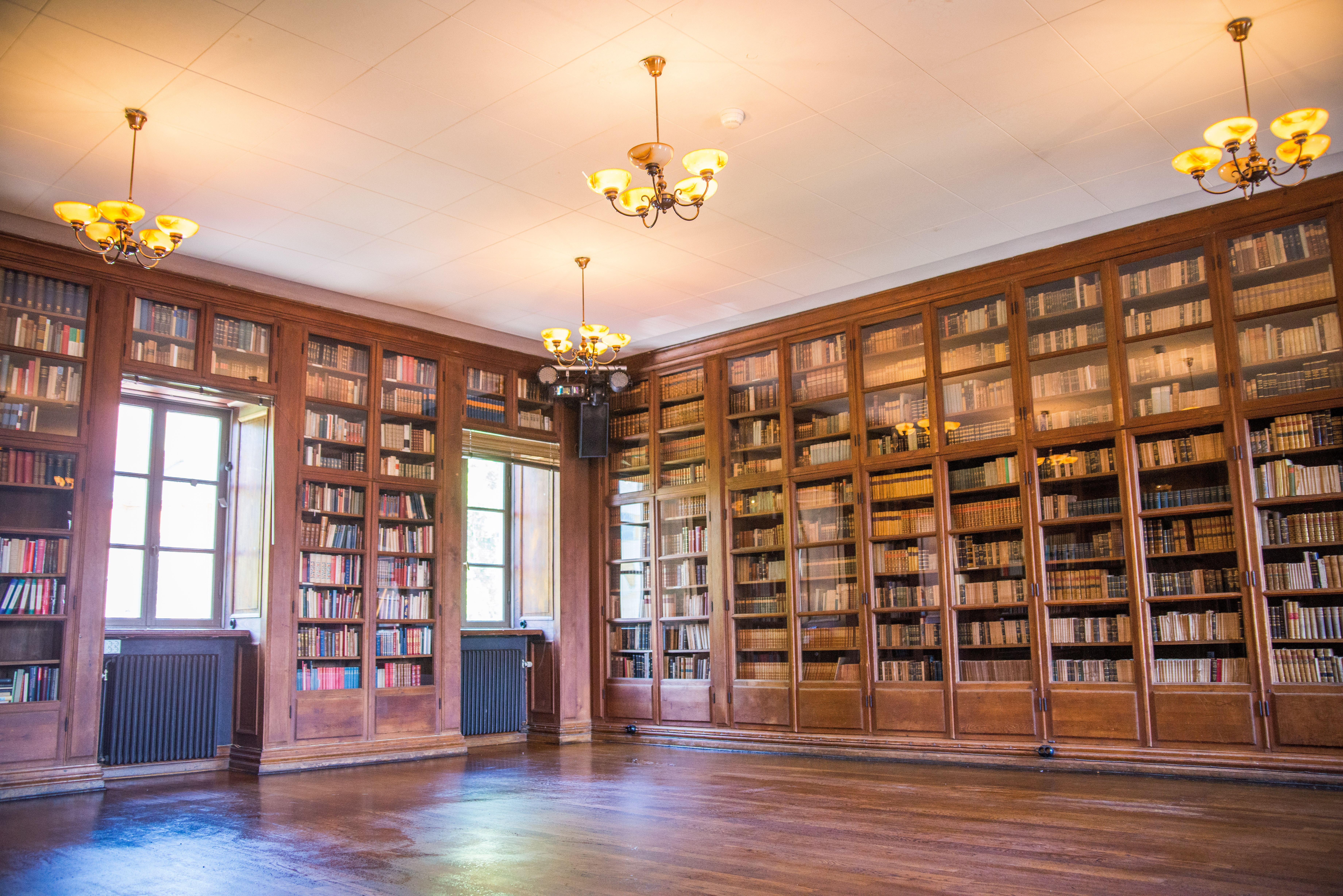
Värmlands nations bibliotek

Strax därefter smög sig statsministerns pressekreterare in under middagen i biblioteket för att kalla ut Erlander för att ta ett telefonsamtal i klubbmästeriet. Tillbaka kom Erlander och såg oroad ut, och han ville berätta för landsmännen vad hans tillfälliga sorti hade berott på. Han kunde berätta att Chrusjtjov inte bara blivit avsatt här i Sverige utan även i Sovjetunionen. Värmlänningarna började skratta och jubla, och tyckte att Erlander hade stort sinne för humor. Statsministern fick dock intyga att detta på inget sätt var ett skämt. Chrusjtjov hade avsatts under ett hemligt möte med de styrande i Sovjetunionen, och därpå ersatts av Leonid Brezjnev och Alex Kosygin. Mycket allvarligt ansåg Erlander. Men statsministern stannade kvar för kaffe och avec, begav sig hem först på småtimmarna med regeringsbilen. Världshistoria hade just hänt under nationens tak.     
Jörgen Ullenhag, före detta 1Q och riksdagsledamot, kunde senare berätta att ärtmiddagen hade fått en fortsättning i Stockholm. Erlander ska nämligen ha berättat om kvällen för sin nära vän professor Gösta Tunevall och sagt: "nu säger di på UD att dä ä mitt fel att Krusse avgeck. Men då säger ja te dôm på UD att dä ä det INTE, för jag hade ingen aning ôm att Krusse var så snarstôcken".

## Frödingfika
Författaren Gustaf Fröding föddes 1860 på Alsters herrgård i Karlstads socken. Hemmet var musikaliskt och vittert men fördystrades genom sjukdom.  Redan under sin skoltid hade Fröding hunnit göra sig förtrogen med svensk vitterhet. Intresset för skönlitteratur lämnade inte mycket tid kvar för övriga studier vid universitetet i Uppsala, där Fröding år 1880, inskrevs som student. Han förde aldrig sina studier fram till någon examen, och efter fyra år övergav han Uppsala och återvände till Värmland. Han blev efterhand mer och mer reguljär medarbetare i Karlstadstidningen, där han 1886 fick fast anställning som litteraturanmälare, kåsör och referent. År 1891 utgav han sin första diktsamling Guitarr och dragharmonika, som vann en snabb och vidsträckt popularitet. Den följdes 1894 av Nya dikter och 1896 av Stänk och flikar. Till dessa kom ytterligare ett par små dikthäften, innan den länge lurande sinnessjukdomen 1899 bröt ut. 

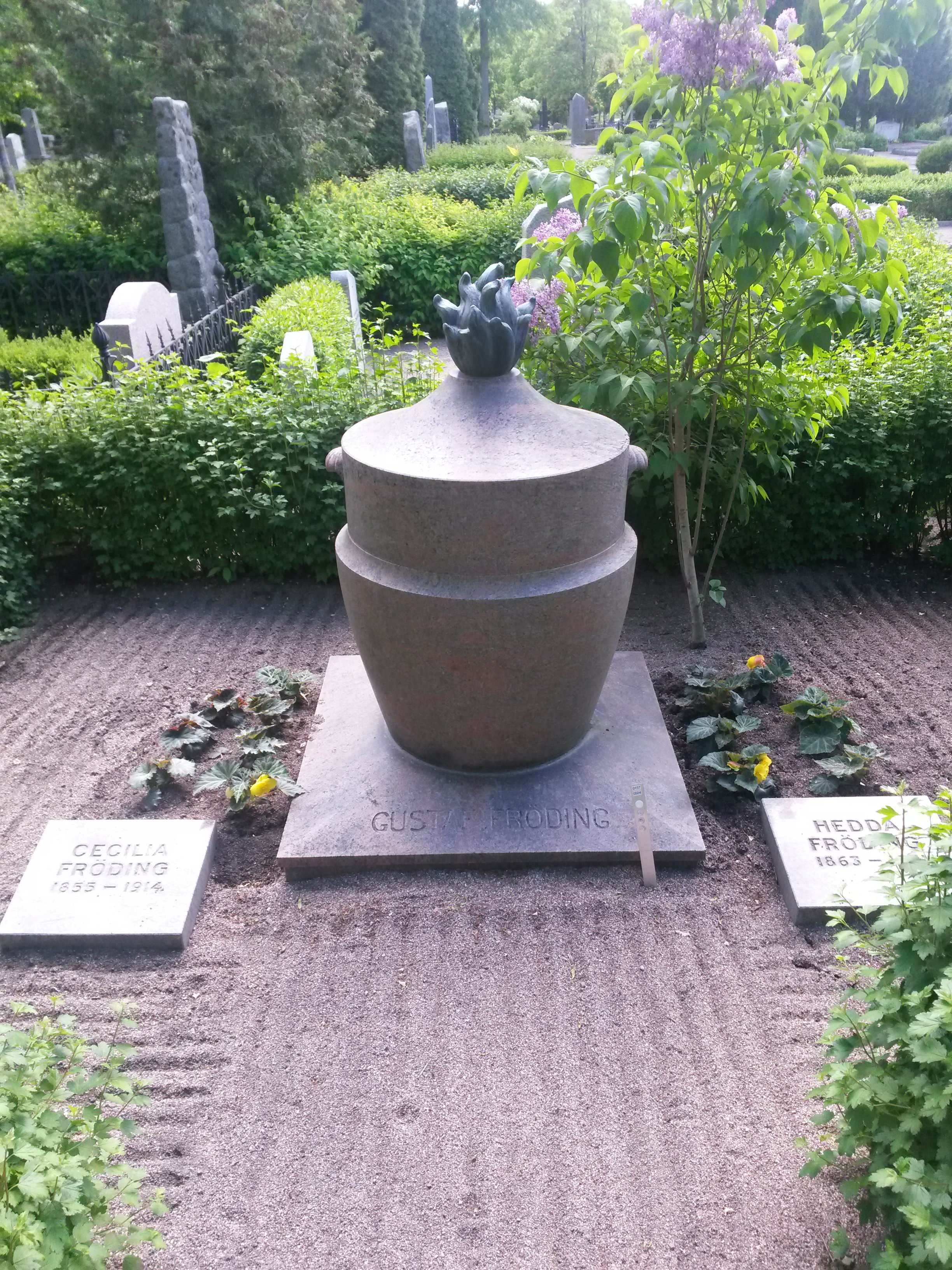
Gustaf Frödings gravvård vid Uppsala gamla kyrkogård. Gravvården ritades av konstnären Carl Eldh.

Nationen anordnar varje år den 22 augusti en kransnedläggning vid Gustaf Frödings grav för att högtidlighålla minnet av författaren. Gemensamt tågar de som vill närvara från nationshusbyggnad med fanbärare och krans till Uppsala gamla kyrkogård. Oftast brukar något skrivet av Fröding högläsas vid graven efter att kransen lagts på sin plats. Efter kransnedläggningen följer ett så kallat Frödingfika i Värmlands nationshus. Anledningarna till att nationen högtidlighåller just Frödings minne är flera - han var både medlem vid Värmlands nation under sin studietid i Uppsala, han skrevs in höstterminen 1880, och han blev sedan år 1910 även hedersledamot vid nationen, ett år före hans död. 

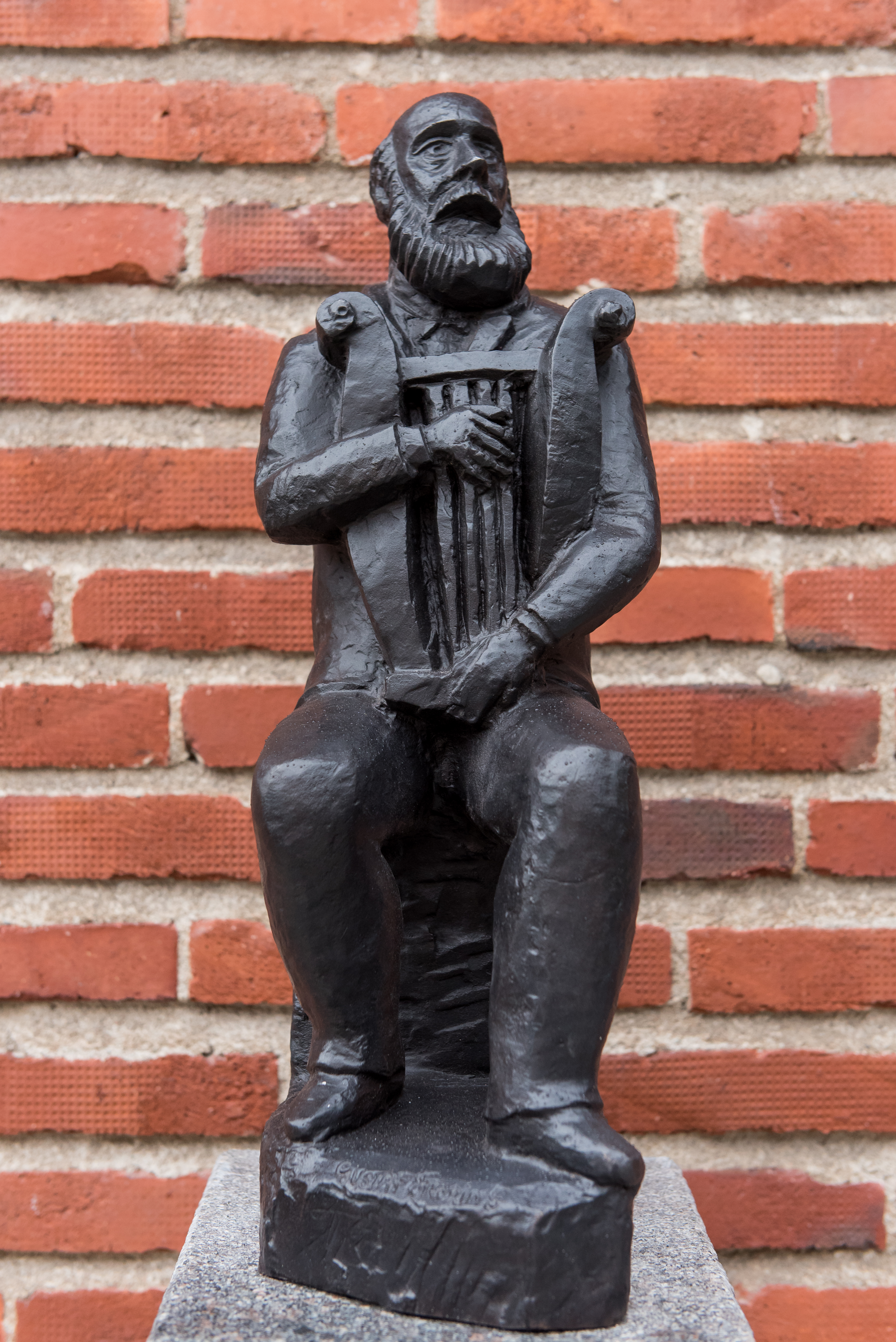
Gustaf Fröding av Bror Hjorth

Han avled i Stockholm den 8 februari 1911. Under oerhörd tillslutning och allmänt deltagande firades hans begravning. Blommor hade sänts till båren av Sveriges konung och drottning, av Uppsala och Lunds universitet, av Svenska Akademien och ett nära nog oräkneligt antal korporationer och enskilda. 

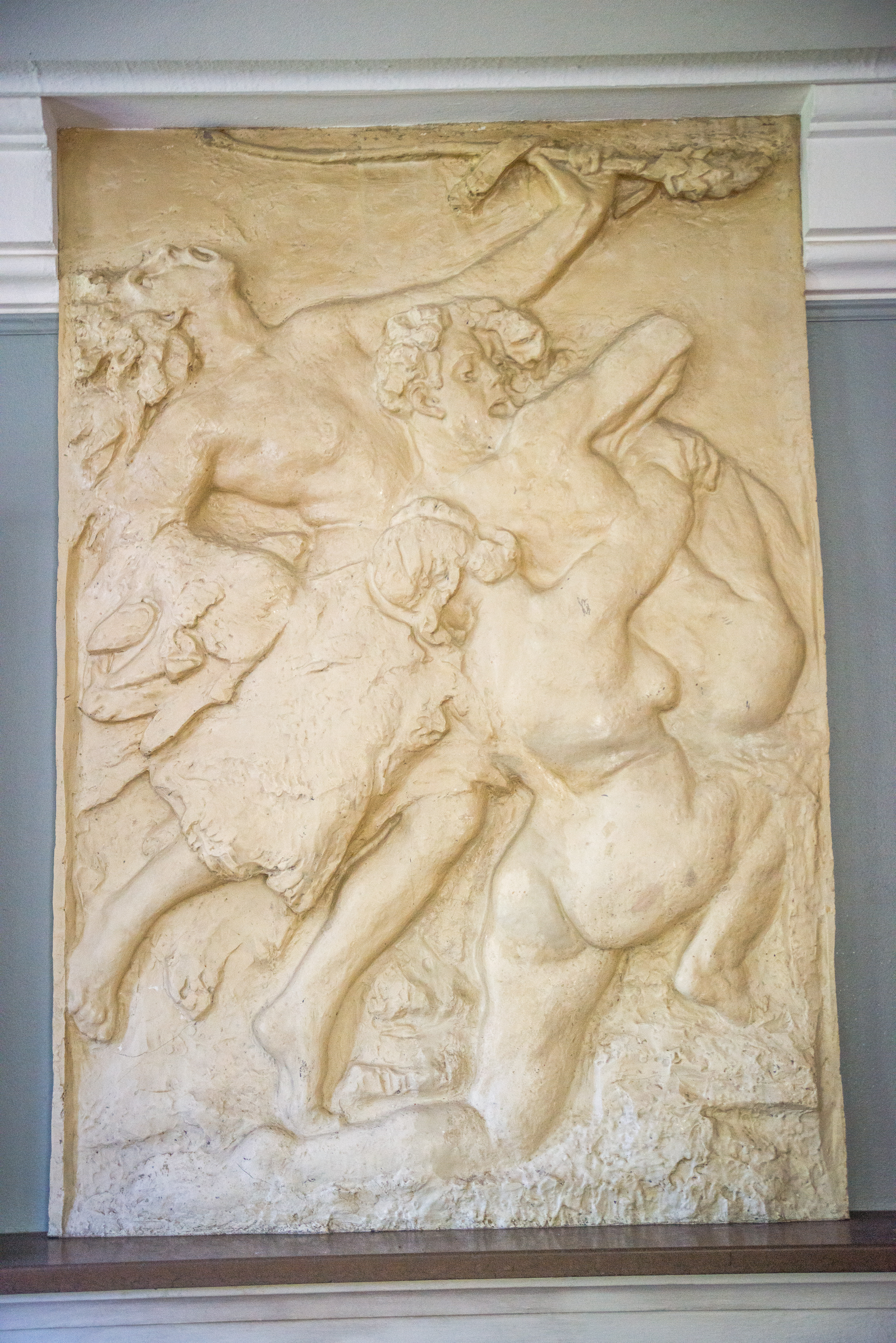
"Dansande bacchanter" av konstnären Christian Eriksson. Utförd i gips, och är ett utkast till frisen på Dramatiska Teatern i Stockholm. Gåva till nationen från konstnären år 1909.

 Jordfästningen förrättades i Klara kyrka av Nathan Söderblom. Tusentals stod utanför, och hundratusentals kantade gatorna i Stockholm, där liktåget skred fram. På extratåg fördes sedan Frödings stoft till Uppsala. På dess gamla kyrkogård lades det till vila vid facklors fladdrande sken och under det studentfanorna sänktes till en sista hyllning. Nathan Söderblom kom att uträtta jordfästelsen av den folkkäre författaren, något som han fick hård kritik för då man från prästerligt håll ansåg Fröding som mycket osedlig. 
Nationen kom sedan att ha hand om Frödings grav, vilket också ses som en av anledningarna. Frödingfikat hålls just den 22 augusti då det är författarens födelsedag.   

### Gustaf Frödings grav
Nationen har också till uppgift att vårda Gustaf Frödings grav som ligger på Uppsala Gamla kyrkogård. Värmlands nation lovade Frödings systrar, Cecilia och Hedda, att vårda dennes grav för all framtid, vilket nationen gör än i dag. Nationen stod även för kostnaden av gravstenen tillsammans med stora delar av Uppsalas övriga studentliv, och gravstenen utformades av Carl Eldh. År 2010 fick även systrarna till Fröding egna gravstenar, något de inte haft tidigare då deras gravar låg omarkerade. Även detta påkostade Värmlands nation.

### Gustaf Frödings skulptur
Värmlands nation beslutade 2015 att hedra sin tidigare medlem och hedersledamot med en skulptur. Insamlingen påbörjades samma år, och avslutades 2017. 
Valet av skulptur föll på Bror Hjorth, detta efter att Bror Hjorths stiftelse och familj erbjudit sig att låta nationen utföra en nygjutning av den skulptur Hjorth utfört 1928 som föreställer Fröding. 
Skulpturen kom på plats år 2017 och avtäcktes under Kulturnatten den 9 september. Verket placerades i anslutning till nationshusets stora entré. Avtäckningsceremonin inleddes med ett gemensamt fantåg till Frödings grav vid Uppsala gamla kyrkogård, där sång framfördes av Gôssegôbbera, tal av tidigare inspektor Åke Frändberg, och dikt- och musikuppträdande av Gustaf Fröding-sällskapets tidigare ordförande Barbro Järliden och dess nuvarande Björn Sandborgh. 
Själva avtäckningen av skulpturen utfördes av Värmlands läns landshövding Kenneth Johansson, Inspektor Lars Burman, Förste kurator Josefine Lindstedt, skulpturens projektledare Marcus Modh och kulturansvarig Clara Eklöf. Sång framfördes av Värmlands nations kör. 

## Luciafirandet - en (föredetta) manlig tradition
Det värmländska Luciafirandet är en mycket gammal tradition vid nationen. Den har pågått sedan åtminstone 160 år tillbaka, men det är lite oklart när exakt denna tradition startade. Traditionen var fram till och med år 2021 enbart ämnad för män, där dessa ska ha en man som är Lucia och övriga män är klädda som tärnor. Idag får medlemmar, oavsett kön delta i traditionen. Den äldre traditionen med Lucia var som så att man samlades tidigt på morgonen, vid sextiden, för att gemensamt dricka kaffe och konjak. Därefter tågade man med fana till inspektor och hedersledamöter för att uppvakta dessa med sång. Sedan följde en frukost, antingen vid själva nationen eller i någon hyrd lokal. Efter frukost skulle man traditionsenligt möta upp med göteborgarna för att festa tillsammans, de enda som då, förutom Värmlands nation och Västgöta nation, firade Lucia. I många år valdes Lucia på måfå bland männen som deltog från nationen, men har i modern tid övergått i att det är Värmlands nations klubbmästare som ska agera Lucia. Den äldre traditionen påbjöd Lucia att medtaga konjaksplunta, några glas och sockerbitar i sina fickor. Detta för att kunna bjuda inspektor och hedersledamöter på. Ibland drogs även Lucian i en droska, och skulle då uppvaktas av förste kurator. Fanan var med i alla skeenden, och man sjöng julsånger längs med Uppsalas gator.  
När man besökte göteborgarna skulle där hållas tal och brorsskålar dracks. Sedan återvände man tillsammans med göteborgarna och deras egen Lucia till Värmlands nation. Nu skulle man även dricka punsch för att höra redaktören av Lussegrisen, idag kallad Lussekatten, redogöra på prosa och vers vad som förekommit under terminen. Sedan skulle deltagande kuratorer hålla hyllningstal till landsmännen, och sedan fick övriga deltagare hålla tal utan inbördes ordning eller rang. 
Att fira tillsammans med Västgöta nation är något som gjorts av och till, men har aldrig kommit att bli en återkommande tradition. 
År 1877 deltog kronprins Gustav, sedermera Gustav V, i Luciafirandet. 
Den finlandssvenska språkforskaren och svekomanen Axel Olof Freudenthal, även Nylands nations kurator, skildrade Värmlands nations Luciafirande på följande sätt i vers år 1861:

Nu ho täljer de tal som der vexlades: tvenne Lucior
stodo i systerlig endrägt med i hand och cigarren
Blossande i den rosende mun, ett säte för Amor.
Desse undfägnades nu med hvar sitt tal och derefter
Fingo båd' Vermland och Göteborg och de bägge nationer,
som tillsammans  der söpo i frid, mång' ståteligt loftal
Sist hölls tacksägelsetal och tal vid afskedets skålar.
Nu aftågade hela nationen till ett värdshus, der middag
Intogs och derpå bland bålar med punsch högt flammade
glädjen
Men medan polskan som bäst uppjagade dammet i taket
Kom der en bjudning att vandra åstad till Vestgötha landsmän:
Åter skålar och tal och många jublande sånger
Till vi tillbaka med Vestgöta fana i spetsen ånyo
gingo till förra lokalen och med tal straxt återbegyntes.
Så till klockan tio man söp och talade ömsom. 
Men nu Vestgötarna tågade bort och vi söpo allena
Tills vi i sängens lugna förvar de trötta lemmar
sträckte med njutning och vardt så ett slut på Luciafesten. 

Idag firas Lucia med omvänd ordning, att man istället träffas sent på kvällen och firar till tidig morgon. Idag ingår det även att männen uppvaktar Uppsalapolisen, samt damerna på nationens boende Phyllebo och Rackarbo med sång.

## Hildegard Björck - nationens första kvinnliga medlem
De kvinnliga studenternas historia vid Uppsala universitet är relativt kort med tanke på att universitetet grundades år 1477. Det var först år 1872 som kvinnor fick tillträde till de svenska universitet, men först ett år senare skrevs den första kvinnliga studenten in vid Värmlands nation. Det var studenten Thora Maria Fredrika Hildegard Björck (1847-1920) som skrevs in 1873. Hon var landets andra kvinnliga student. Den första var Betty Pettersson, som skrevs in vid Gotlands nation i Uppsala.
Björck var dotter till en lantmätare från Bro socken, och hon hade tagit studenten vid Nya elementar i Stockholm. När Björck studerade vid Uppsala universitet var hon den enda kvinnliga medlemmen vid Värmlands nation. Detta fram tills Ellen Beata Elisabeth Sandelin skrevs in år 1885, och Edit Silvén år 1894. Björck erhöll sin med.kand. år 1897, och under samma tentamensperiod tog även Ellen Fries sin fil.kand, varpå Fries skrev i ett brev "Två kvinnliga kandidater på en vecka - så skall det vara". Hon skulle år 1883 bli den första kvinnan i Sverige som kom att disputera. Den första kvinnan från Värmland som blev doktor var Gunvor Sahlin, som skrevs in vid Värmlands nation 1923 och disputerade i franska år 1928. 
Björck var mycket engagerad i avskaffandet av prostitutionen under sin studietid, vilket var en central fråga för tidens kvinnorörelse i landet. Dock var Björck inte aktiv vid nationen utöver sitt medlemskap.
När Björck hade tagit sin kandidatexamen valde hon att fortsätta sina studier vid Lunds universitet, och skrev in sig vid Värmlands nation i Lund. I Lund skulle Björck komma att bli universitetets allra första kvinnliga student. På grund av att hon ådrog sig mässlingen kunde inte Björck avsluta sin licentiatexamen, och kunde inte heller bli legitimerad läkare. Istället fick hon ta arbete som assistent hos en läkare i Stockholm, men också i Köpenhamn. Björck specialiserade sig på ögon-, näs- och halssjukdomar. Trots att hon inte var legitimerad läkare utförde Björck många uppgifter avsedda för läkare, till och med operationer. Efter att hennes arbetsliv tog slut började hon resa runt i världen, och bosatte sig så småningom i Lausanne. I Lausanne skulle hon även komma att dö efter en tids hjärtsjukdom i sömnen. 
Den första kvinnan som blev ämbetsman vid Värmlands nation var Lydia Matson från Mangskog, som ligger utanför Arvika, år 1912. Matson valdes då in i nationens hembygdskommitté. Den första kvinnliga kuratorn vid nationen var Karin Lindblad år 1943, i form av 2Q. Några år senare kom Lindblad även att bli nationens första kvinnliga 1Q, år 1949-50.

## Rally Monte Carl
Rally Monte Carl (RMC) är ett rebusrally som körts av nationen varje termin sedan starten våren 1965. När Rally Monte Carl startade låg rebusrallyn i tiden, det fanns redan ett sådant vid Uplands nation och även vid Stockholms nation, så Värmlands nation var med andra ord inte först. Den som grundade Rally Monte Carl var Förste kuratorn vid denna tid, Carl Borgenstierna (1939-1995), med sina vänner Peter Ander och Bernhard Huitfeldt. Namnet på Värmlands rebusrally är en ordlek med 1960-talets mest bevakade bilsport, Rally Monte Carlo. Det var Carls vän Peter som föreslog namnet. Carl var emot att sätta sitt eget namn på rebusrally, men namnet har ända tills idag bestått. Det har numera omkring 170 deltagare fördelade på ca 22 lag. Rallyt arrangeras en lördag, vanligen i mitten av april och i slutet av september. 
Varje lag utgörs av ett fordon - i regel en minibuss men även bil förekommer - med ca 5-9 deltagare. De tävlande tillbringar en heldag på den uppländska landsbygden för att ha trevligt och kämpa mot andra lag. RMC är inte en hastighetstävling, även om det finns ett betydande tidsinslag i tävlingsformen.
Vandringspriset är ett återkommande inslag i rebusrally vid nationen. Det mest kända vandringspriset är faktiskt inte det som vinnaren får, utan det som ges till det förlorande laget: Dasslocket. Det har funnits alltsedan det första rallyt genomfördes 1965, och var en gåva från dåvarande barmästaren. Den första inskriptionen gjordes med en spritpenna, men är trots det ännu fortfarande synligt, och det går att läsa "Till Dazzigaste Ekipage". 
Hösten 2014 anordnades det 100:e rebusrallyt vid Värmlands nation.

## Wermländska Sällskapet i Stockholm - dotterorganisationen
Wermländska Sällskapet i Stockholm grundades den 1 april 1816 som ”en mötesplats för goda vänner, från gemensam hembygd som talade samma språk och hade likartade intressen”. Sällskapet grundades av dåvarande medlemmar från Värmlands nation. Anledningen var att det vid denna tid var ont om arbete i Uppsala, och därför fick många söka sig mot Stockholm för att kunna få någon form av inkomst. Därför grundades detta sällskap i syfte att ha en organisation där de kunde träffas i Stockholm istället för i Uppsala. 
I Wermländska Sällskapet samlas värmlänningar och dalslänningar för att arbeta för gemenskap och trevlig, berikande samvaro mellan medlemmarna. Sällskapet delar ut kulturstipendier, ett speciellt Lussestipendium och är en av dem som är med och utser Årets Värmlänning.
Årets värmlänning är en hedersutmärkelse som delas ut i samband med Wermländska Sällskapets i Stockholm Luciabal. Årets värmlänning utses av Wermländska Sällskapet, Nya Wermlands-Tidningen och Provinsbanken Värmland.
Wermländska Sällskapets 200-årsjubileum 2016 firades med pompa och ståt. Bland annat hölls en jubileumsgask vid Värmlands nation den 8 oktober 2016 för att fira det hela. Vid jubileumsgasken installerades Sällskapets ordförande, Nils Gunnar Billinger, som ny hedersledamot vid Värmlands nation. Proinspektor Margareta Brattström förärades ett proinspektorinsignum föreställande den Dalsländska tjuren, som var en gåva från Värmlands nation och Wermländska Sällskapet. Denna är tänkt att bäras av alla framtida proinspektorer vid Värmlands nation. Anledningen till att Dalslandstjuren valdes var på grund av att efterlikna Förste kurators (1Q) och Andre kurators (2Q) insignier. 1Q bär ett insignie med Värmlandsörnen, precis som inspektorn vid nationen, och 2Q bär en Dalslandstjur. Därför föll valet på att låta proinspektor uppbära en Dalslandstjur. Den som skapade det nya insignet var Kerstin Östberg. Under jubileumsgasken avtäcktes även en gåva till Sällskapet från Värmlands nation, i form av en gipssköld med den värmländska örnen på. Den placerades i nationshusets nedre trapp tillsammans med en plakett. Gipsörnen är en förlaga till den örn som finns placerad ovanför nationshusets stora port.

## Kuratelet
Nationens högsta beslutsfattande organ kallas Landskap och motsvarar ett stormöte dit samtliga landsmän (medlemmar av nationen) anmodas fyra gånger per år. Nationen leds mellan Landskapen av en styrelse samt tre kuratorer som är förtroendevalda ämbetsmän med mandat som sträcker sig över 12 månader. Dessa tre tituleras förste, andre och tredje kurator. Förste kurator (1Q) är ansvarig för nationens medlemmar och ämbetsmän, representation, myndighetskontakt samt kommunikation med omvärlden. Andre kurator (2Q) är ekonomiansvarig och firmatecknare, och sköter löpande ekonomiskt arbete samt budget- och bokslutsarbete. Tredje kurator (3Q) är underställd förste kurator, och är ansvarig för nationens verksamheter.  

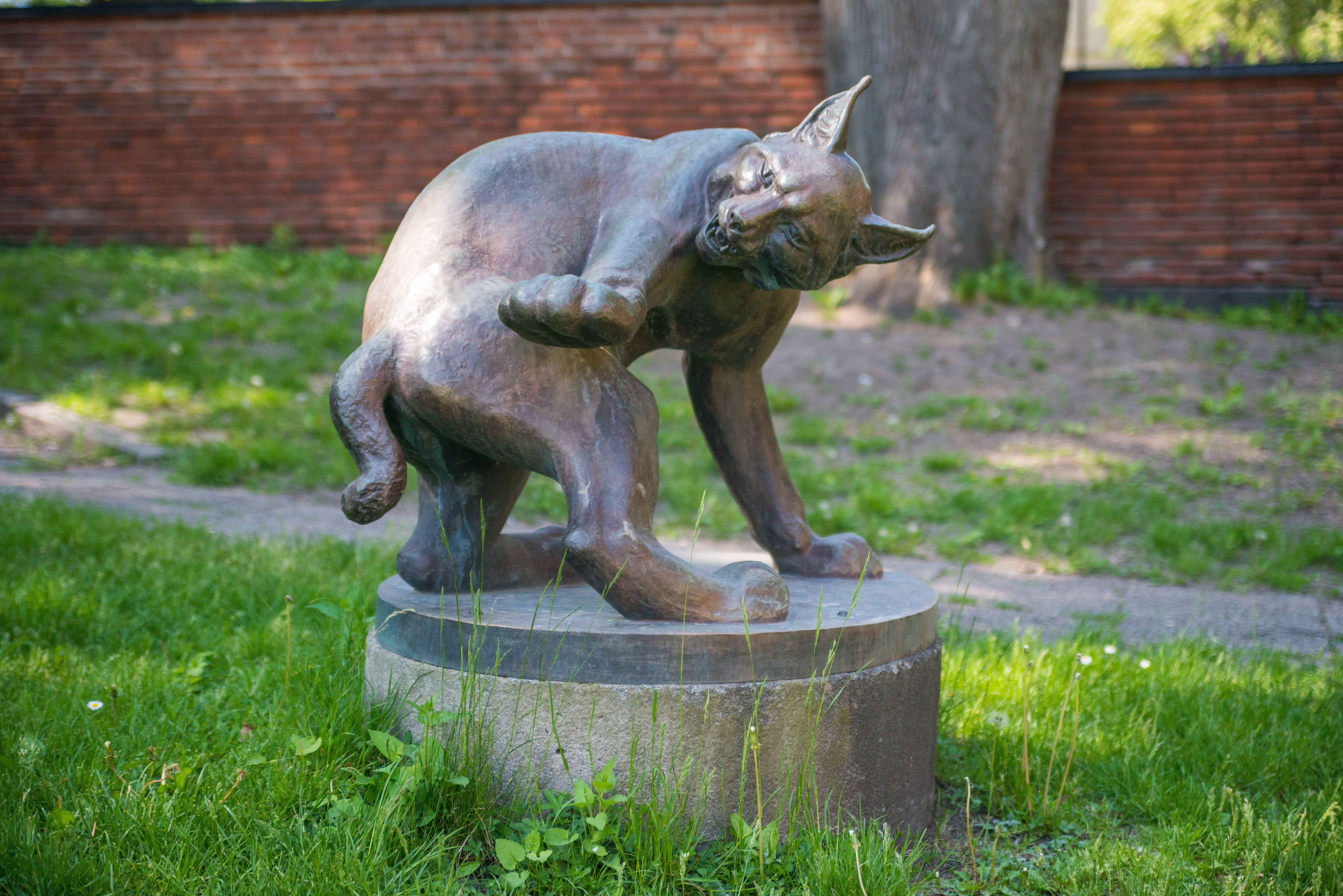
"Lodjur med tassen uppåt" av skulptören Arvid Knöppel. Lodjuret saknar sin unge, som ej blev klar då Knöppel avled innan verkets färdigställande. Finns att beskåda i nationens trädgård.

## Hedersledamöter (urval)
Här under följer ett urval från några av nationens hedersledamöter, förr som nu.                                      
H.M. Gustaf V, kung av Sverige 1907-1950                                                                               
H.K.H. Prins Carl Philip, hertig av Värmland                                                                               
Lars Burman, författare, överbibliotekarie
Karin Söder, f.d. utrikesminister
Inger Sandberg, författare
Liss Eriksson, konstnär 
Lars Löfgren, författare

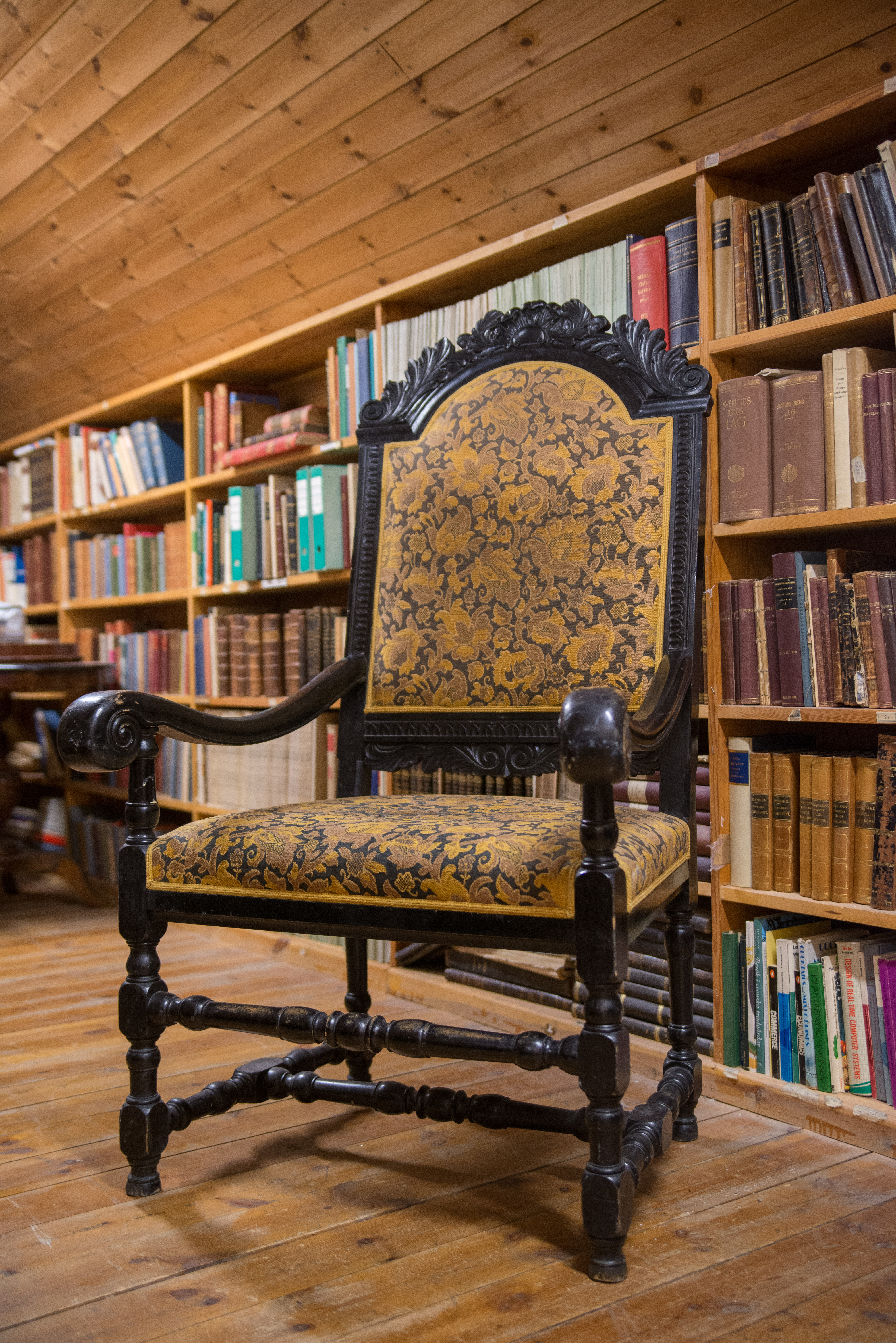
Inspektorsstolen. Kopia efter Tegnérs karmstol från Rämmens herrgård. Gåva till nationens från Wermländska Sällskapet.

Selma Lagerlöf, författare, nationens första kvinnliga hedersledamot
Ingemar Eliasson, f.d. landshövding
Christian Eriksson, skulptör
Håkan Hagegård, hovsångare
Sven-Erik Magnusson, musiker
Solveig Ternström, skådespelare
Bengt Berg, poet
Eva Eriksson, f.d. landshövding
Bengt Olson, konstnär
Helga Görlin, hovsångerska
Rolf Ekéus, f.d. ambassadör
Jan von Bonsdorff, professor konstvetenskap
Lars Lerin, konstnär  
Bengt Alsterlind, journalist, tv-profil  
Gunilla Gren-Eklund, indolog 
Sven Aspling, politiker  
Nils Hasselmo, f.d. rektor University of Minnesota  
Pontus Wikner, filosof  
Tage Erlander, politiker
Nils Gunnar Billinger, politisk ämbetsman
Gunnar Wallin, professor emeritus

## Måndagsklubben
En mycket intressant era i nationens historia var den så kallade Måndagsklubben. Den lockade till sig många storheter till Värmlands nation, bland annat Monica Zetterlund och Dexter Gordon infann sig i stora salen på 1960-talet.
Det hela började höstterminen 1960, när nationsmedlemmen Göran Eneroth tog eget initiativ till att starta en jazzklubb vid nationen. Han var mycket jazzintresserad som så mången annan vid denna tid. Dansmusiken präglades av jazzen. Redan hans termin som juridikstudent, hösten 1960, startade han klubben, som kom att kallas Måndagsklubben just av den enkla anledningen att den hölls på måndagar. 
Arrangören var inte riktigt nationen själv till en början, utan mer Eneroth, som via sina egna kontakter lyckades få artister att komma till Värmlands nation. Efter spelningarna brukade en sexa hållas i nationens bibliotek där man kunde få träffa och samtala med artisterna. Det kan berättas här att nationens dåvarande inspektor, Bror Rexed, fick ett mycket gemytligt möte med sångaren Monica Zetterlund, just under en sådan sexa. 
Ryktet om Måndagsklubben spred sig snabbt, vilket gjorde det mycket enklare att boka artister. Vilket också mycket berodde på det samarbete nationen hade med den berömda jazzrestaurangen Gyllene Cirkeln, som då var belägen vid Sveavägen i Stockholm. 
När så Eneroth lämnade nationen var det istället Karlstadbon Wilgodt Andersson som tog över ansvaret för Måndagsklubben. Efter några år började istället rock 'n roll ta allt mer utrymme bland intresset hos studenterna, och den skulle komma att utkonkurrera jazzen. Måndagsklubben stjärna falnade, och den sista hölls i november 1971. 
Bland de artister som Måndagsklubben kunde erbjuda under de åren den existerade var exempelvis: Arne Domnérus, Bernt Rosengren, Börje Fredriksson, Gugge Hedrenius, Lars Gullin, Lasse Werner, Christer Boustedt, Janne Loffe Carlsson, Monica Zetterlund och Dexter Gordon.
Den 17 april 2023 hölls måndagsklubben åter igen i Värmlands nations festsal då Universitetets rektor Anders Hagfeldt gästade som hemlig trummis i ett av banden.

## Inspektorer (ett urval)

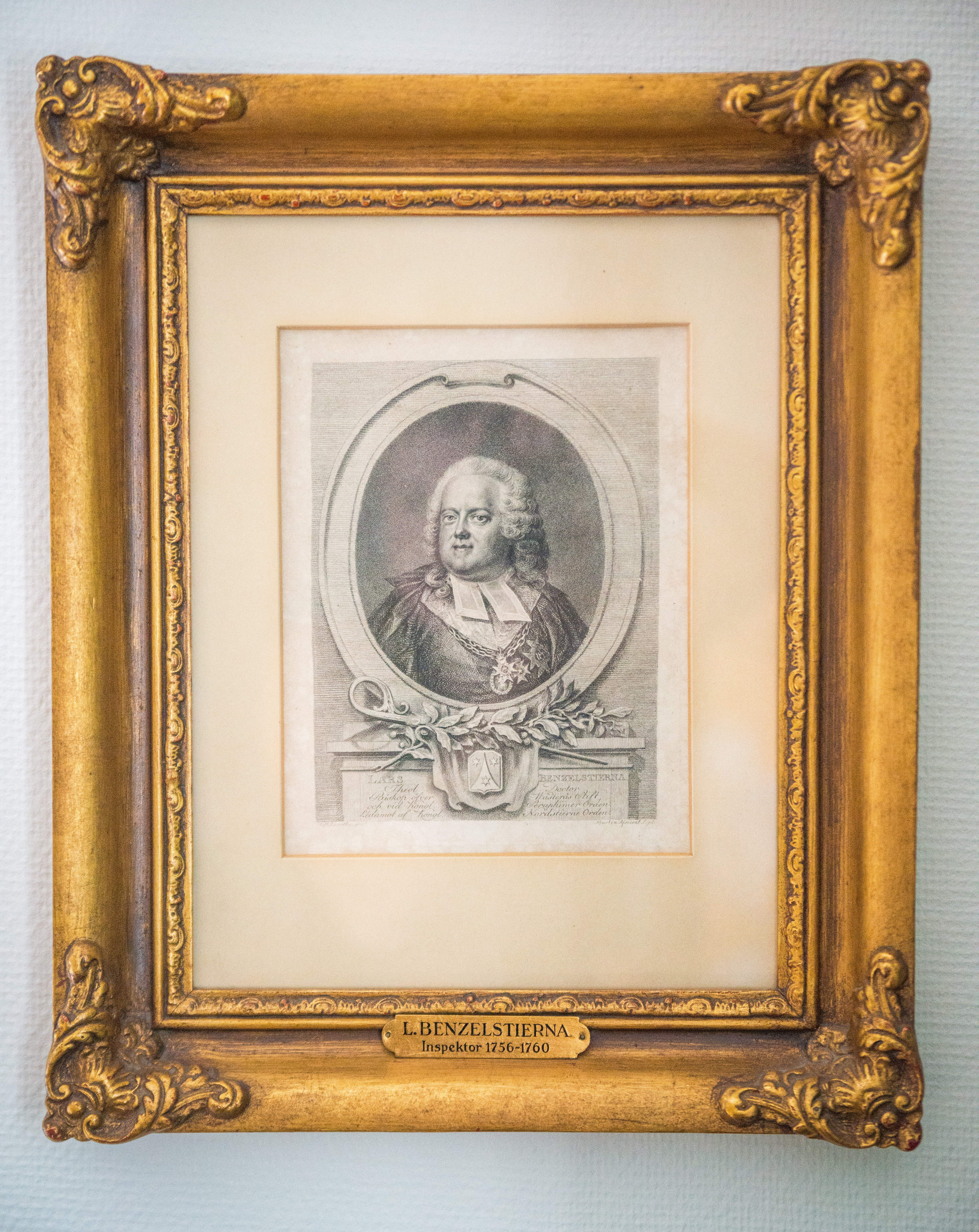
Lars Benzelstjerna, inspektor 1756-1760. Porträtt utfört av Elias Martin.
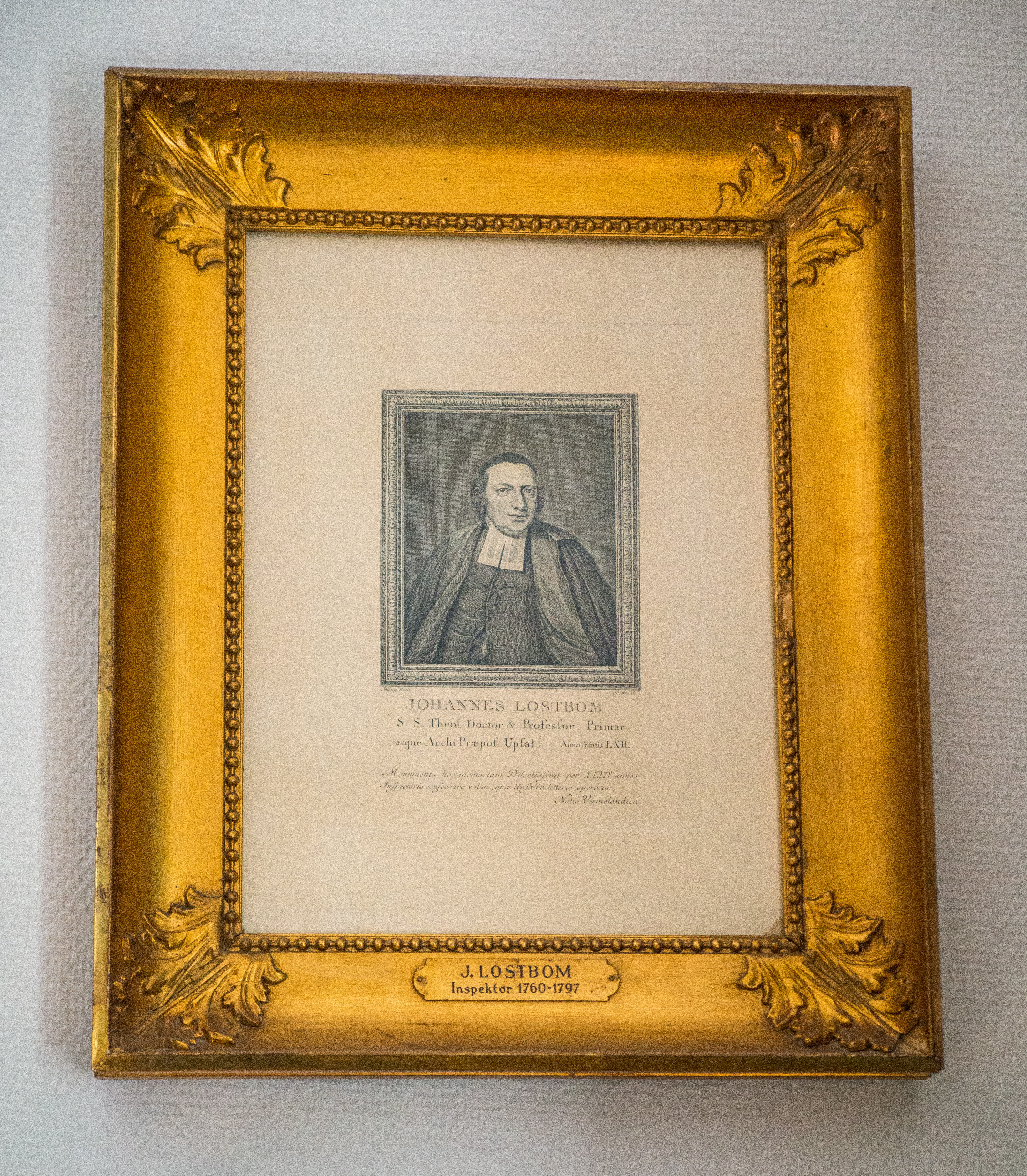
Johan Lostbom, inspektor 1760-1797
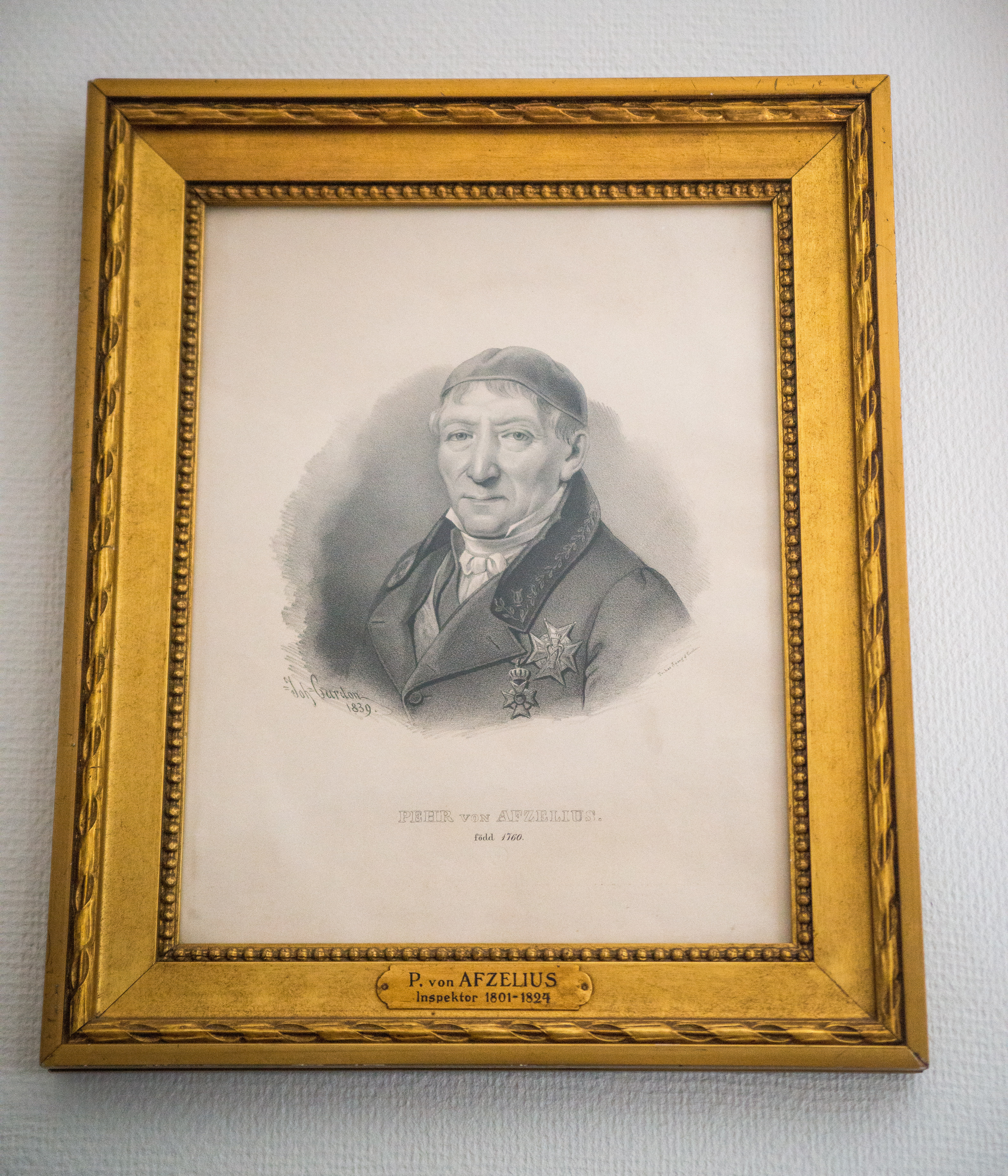
Per von Afzelius, inspektor 1801-1824
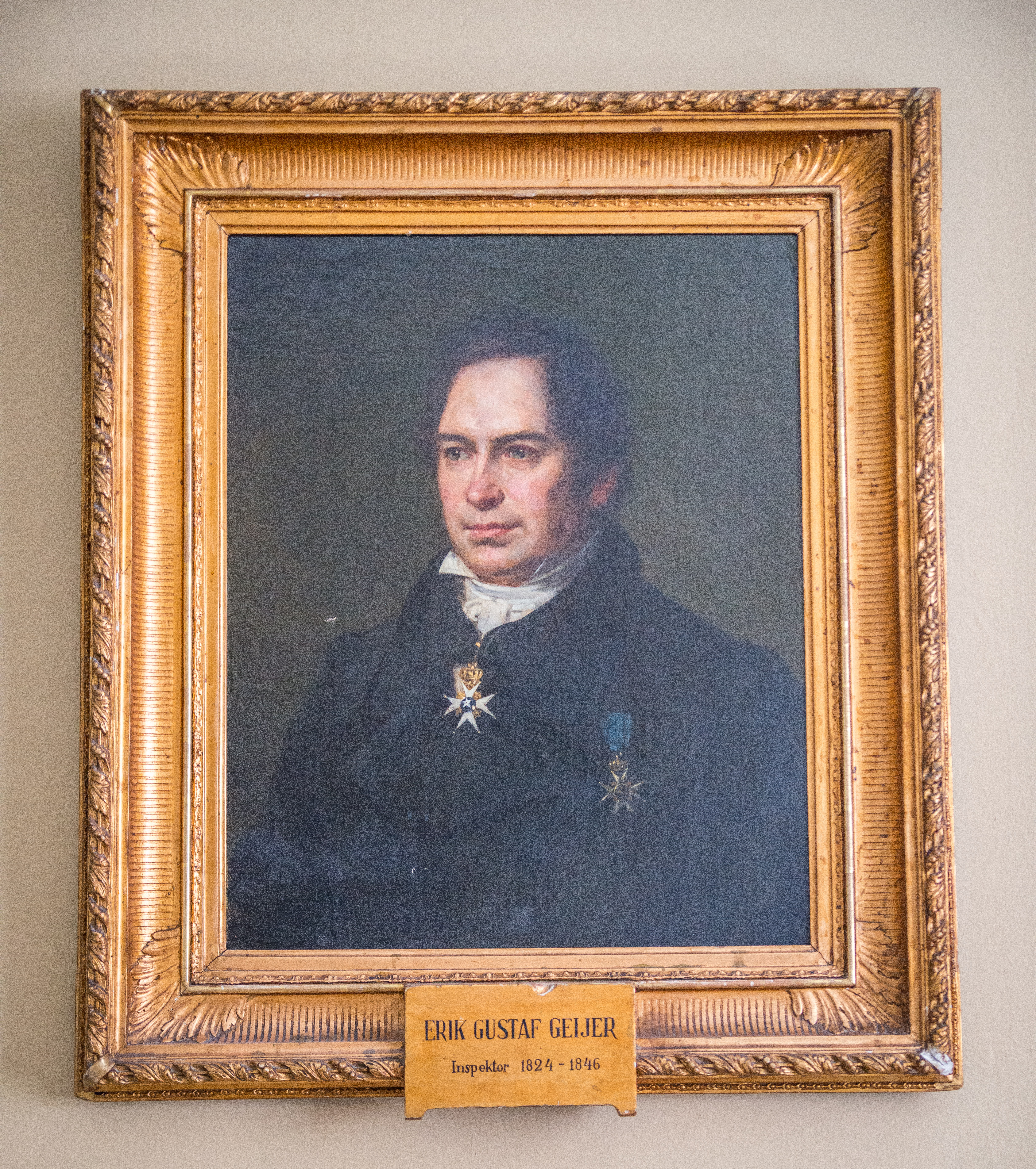
Erik Gustaf Geijer, inspektor 1824-1846. Porträtt utfört av Edvard Perséus.
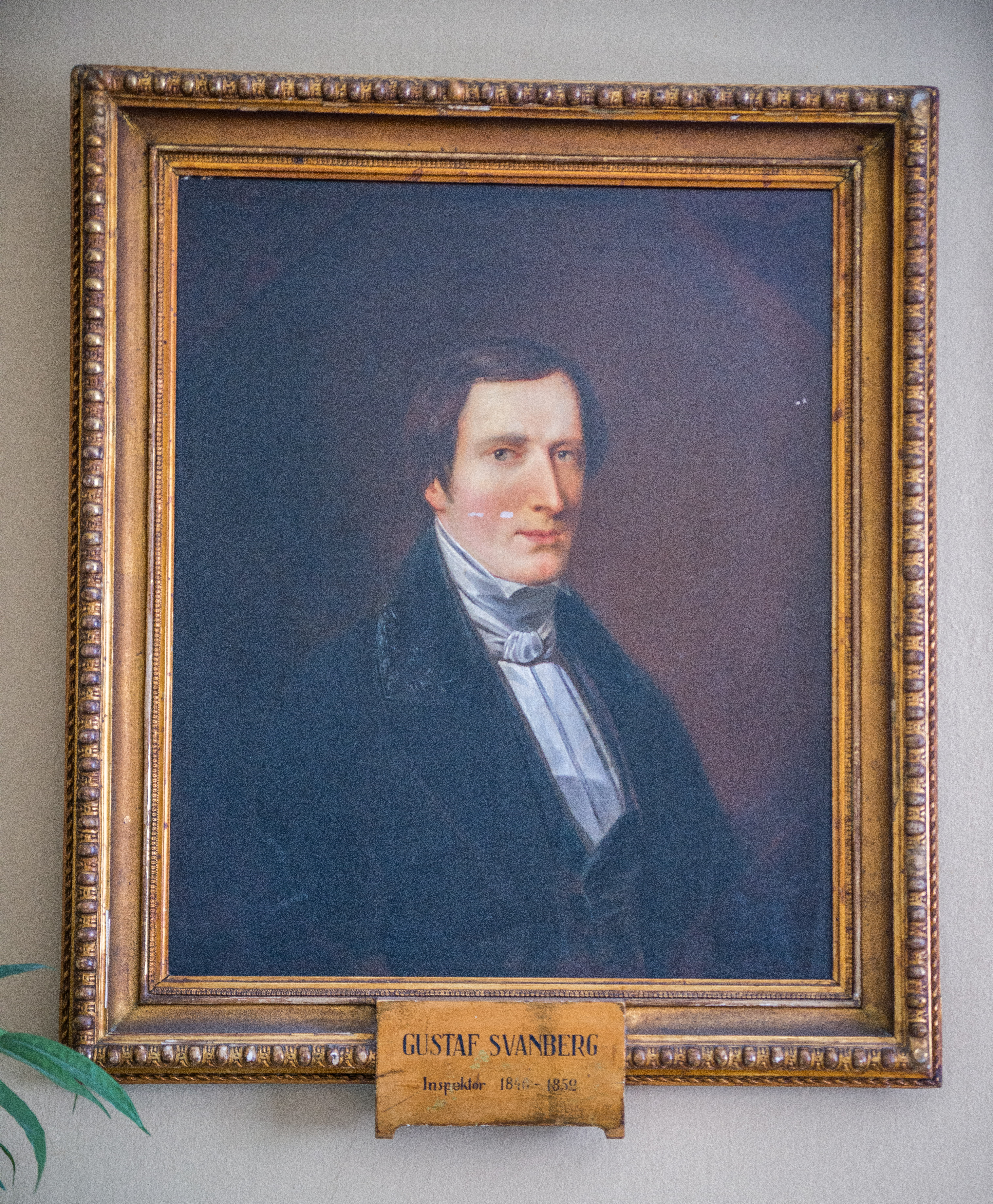
Gustaf Svanberg, inspektor 1846-1852. Porträtt utfört av Johan Way.
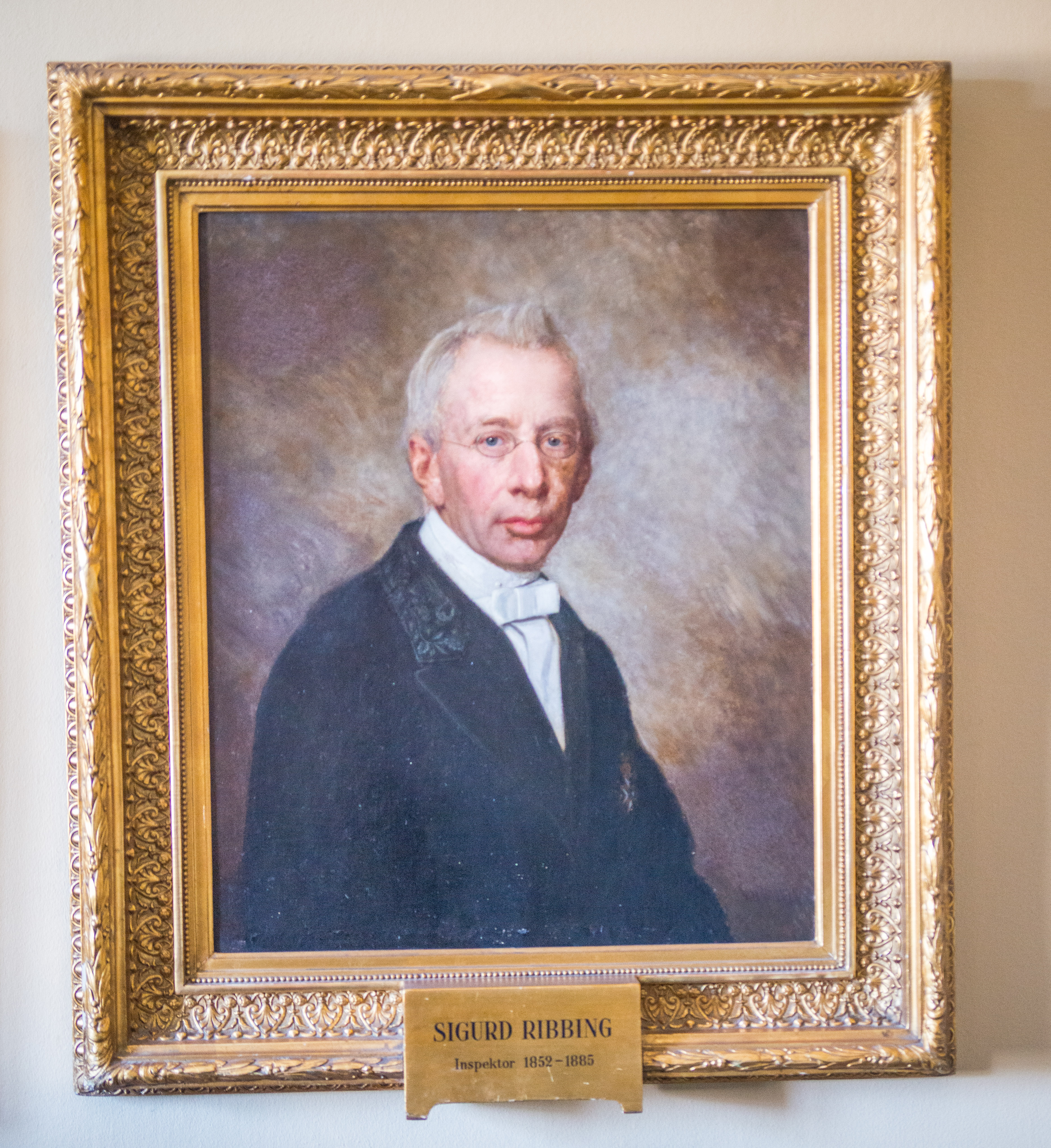
Sigurd Ribbing, inspektor 1852-1885. Porträtt utfört av Uno Troili.
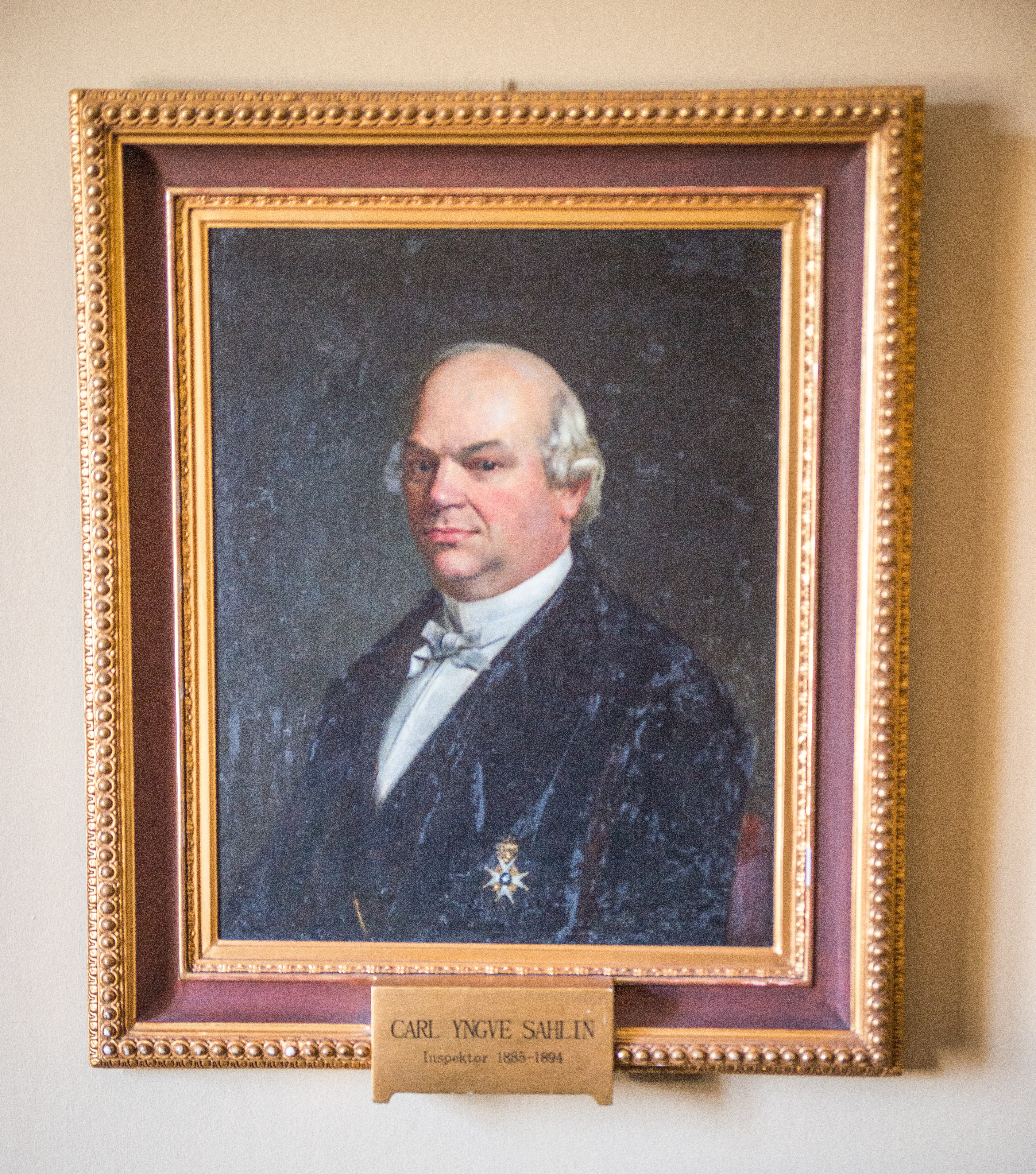
Carl Yngve Sahlin, inspektor 1885-1894. Porträtt utfört av Edvard Perséus.
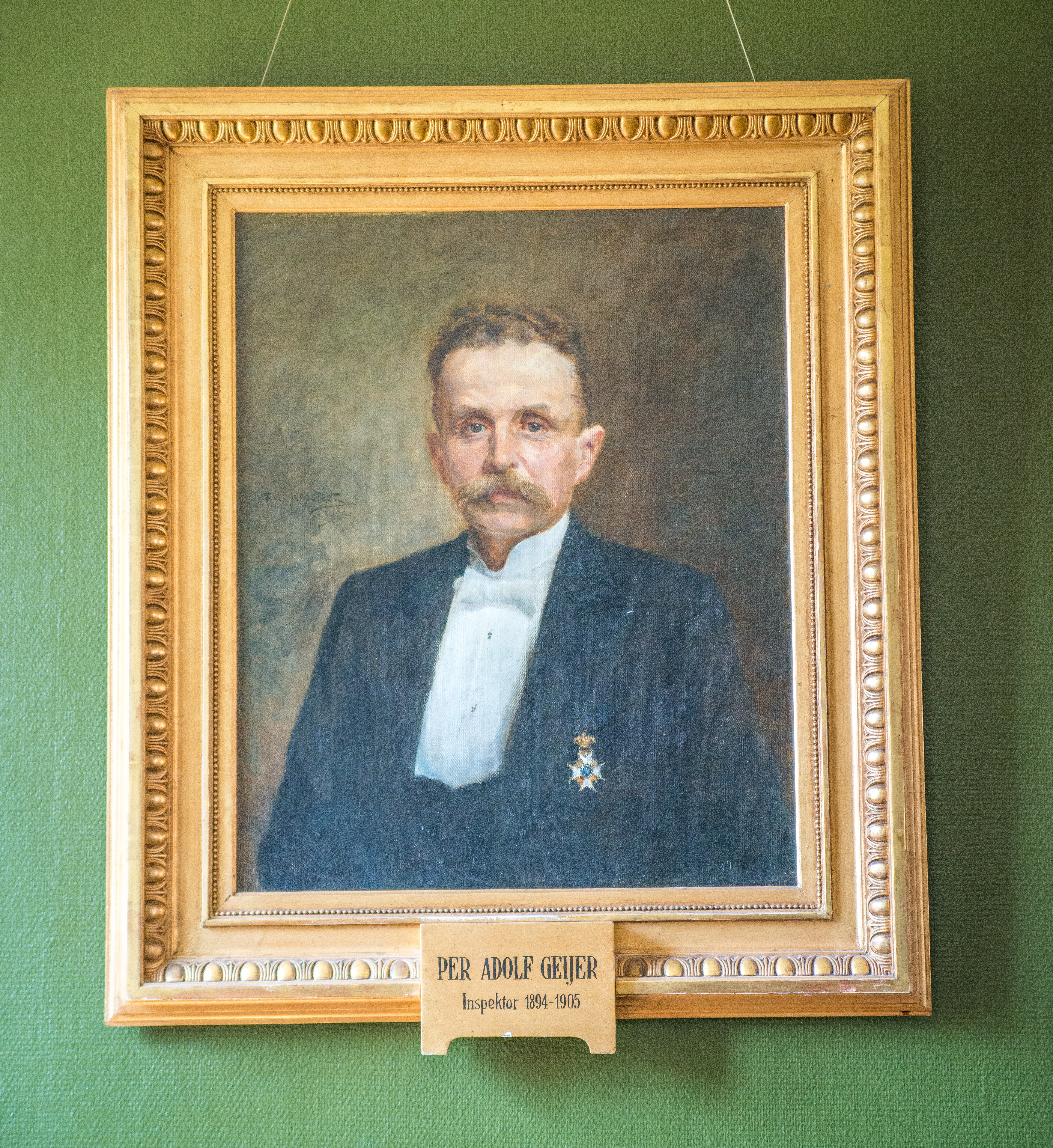
Per Adolf Geijer, inspektor 1895-1905. Porträtt utfört av Axel Jungstedt.
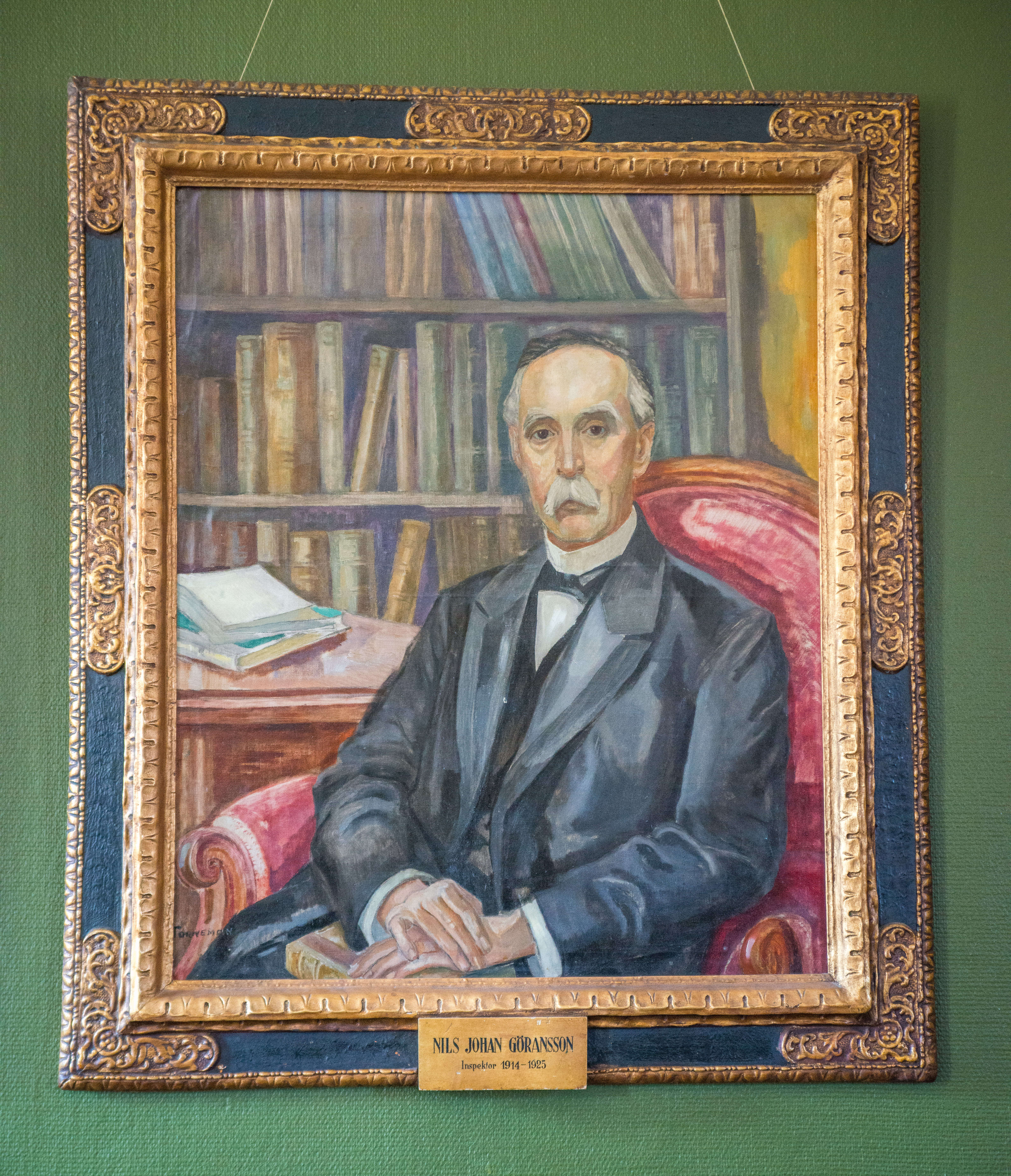
Nils Johan Göransson, inspektor 1914-1925. Porträtt utfört av Axel Törneman.

## Oxenstiernska huset - gamla nationshuset

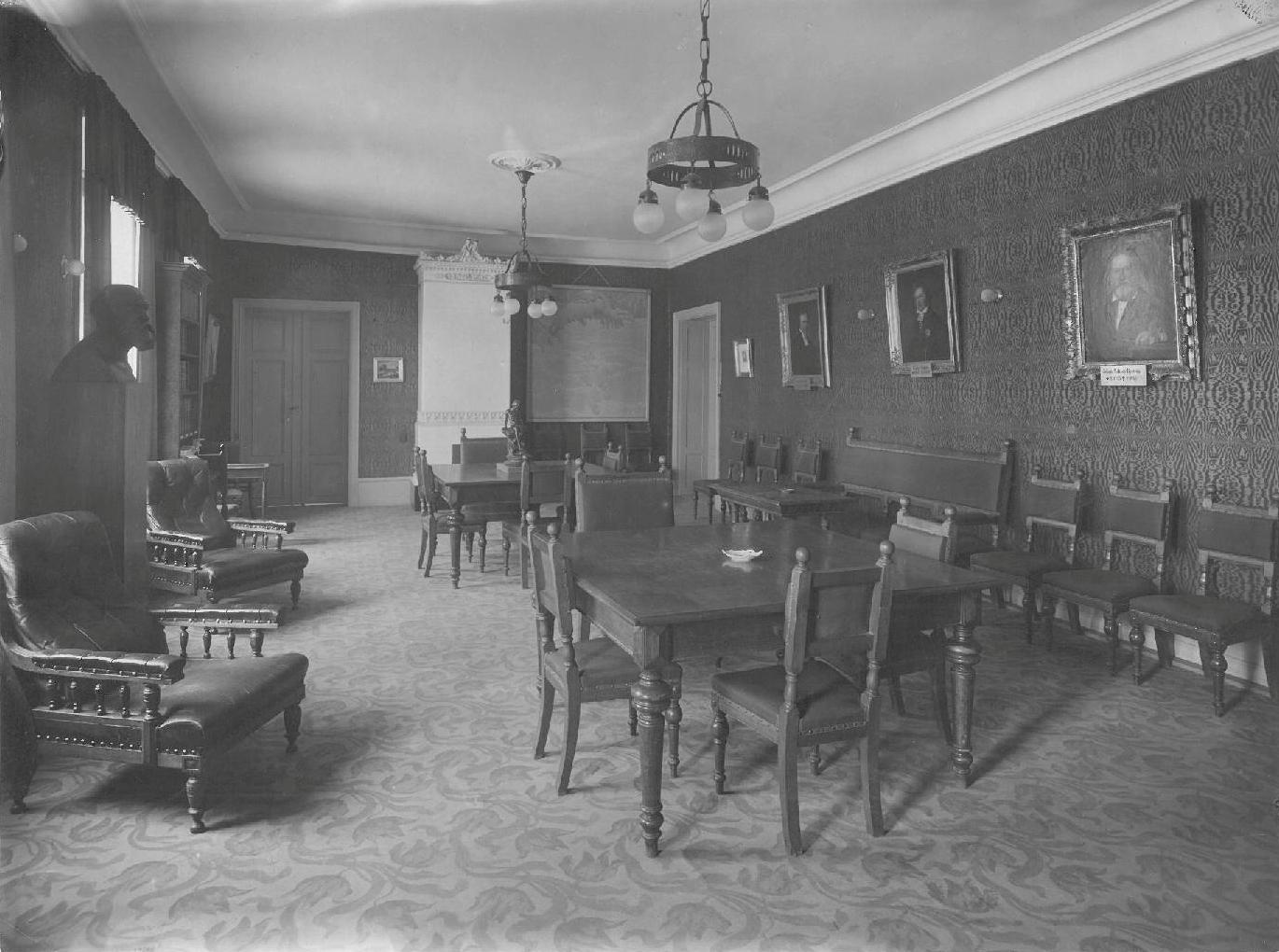
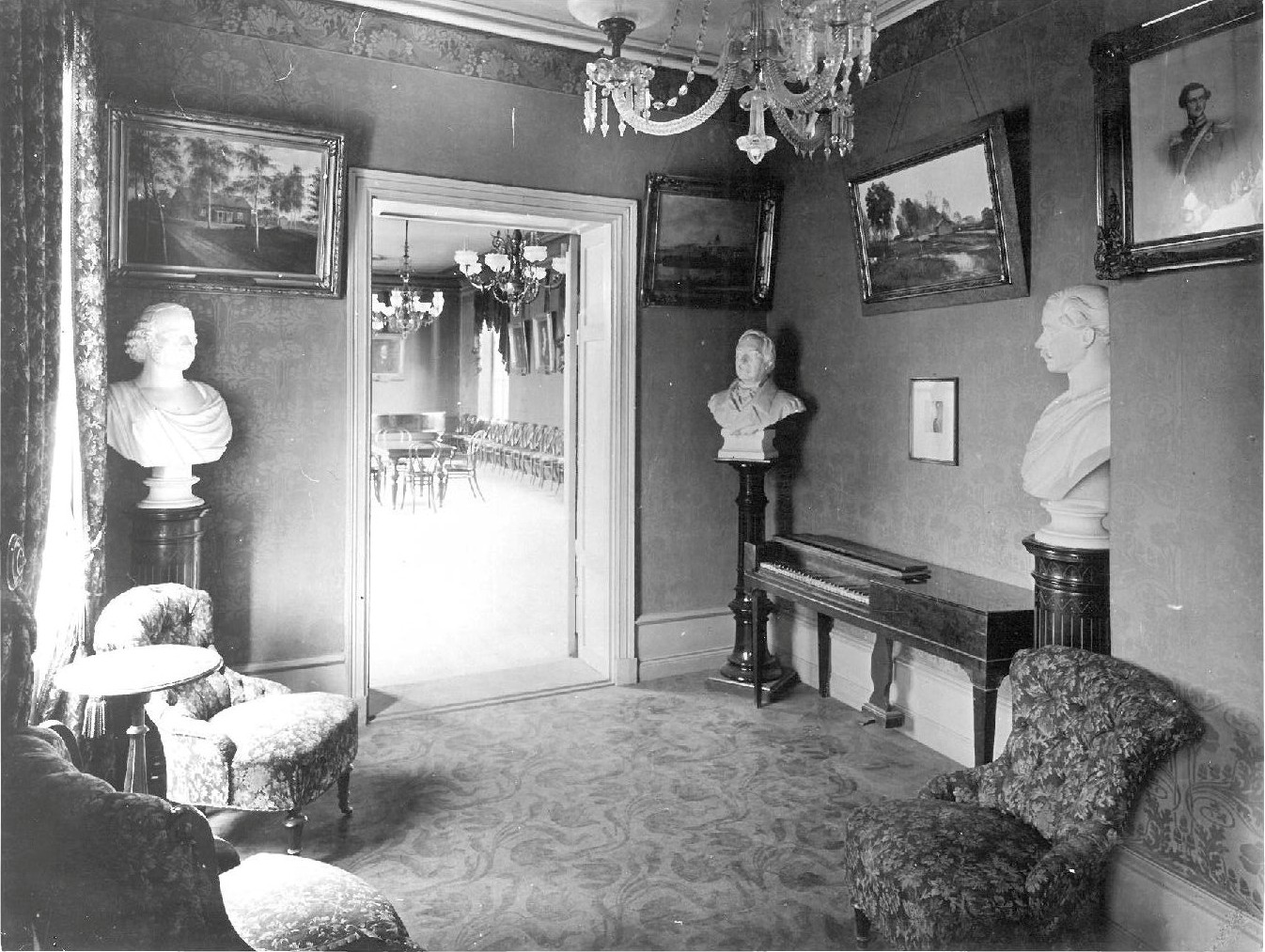
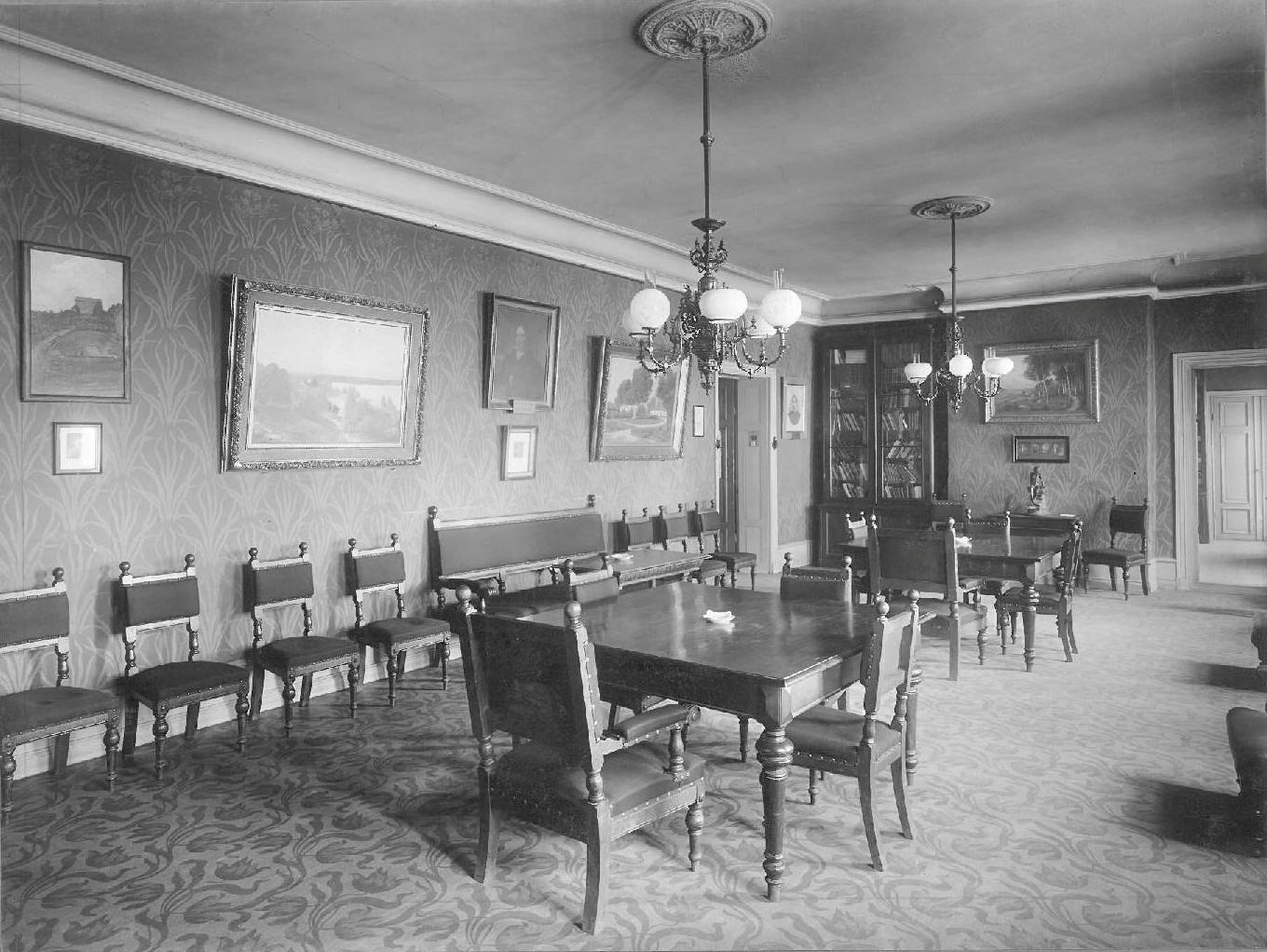
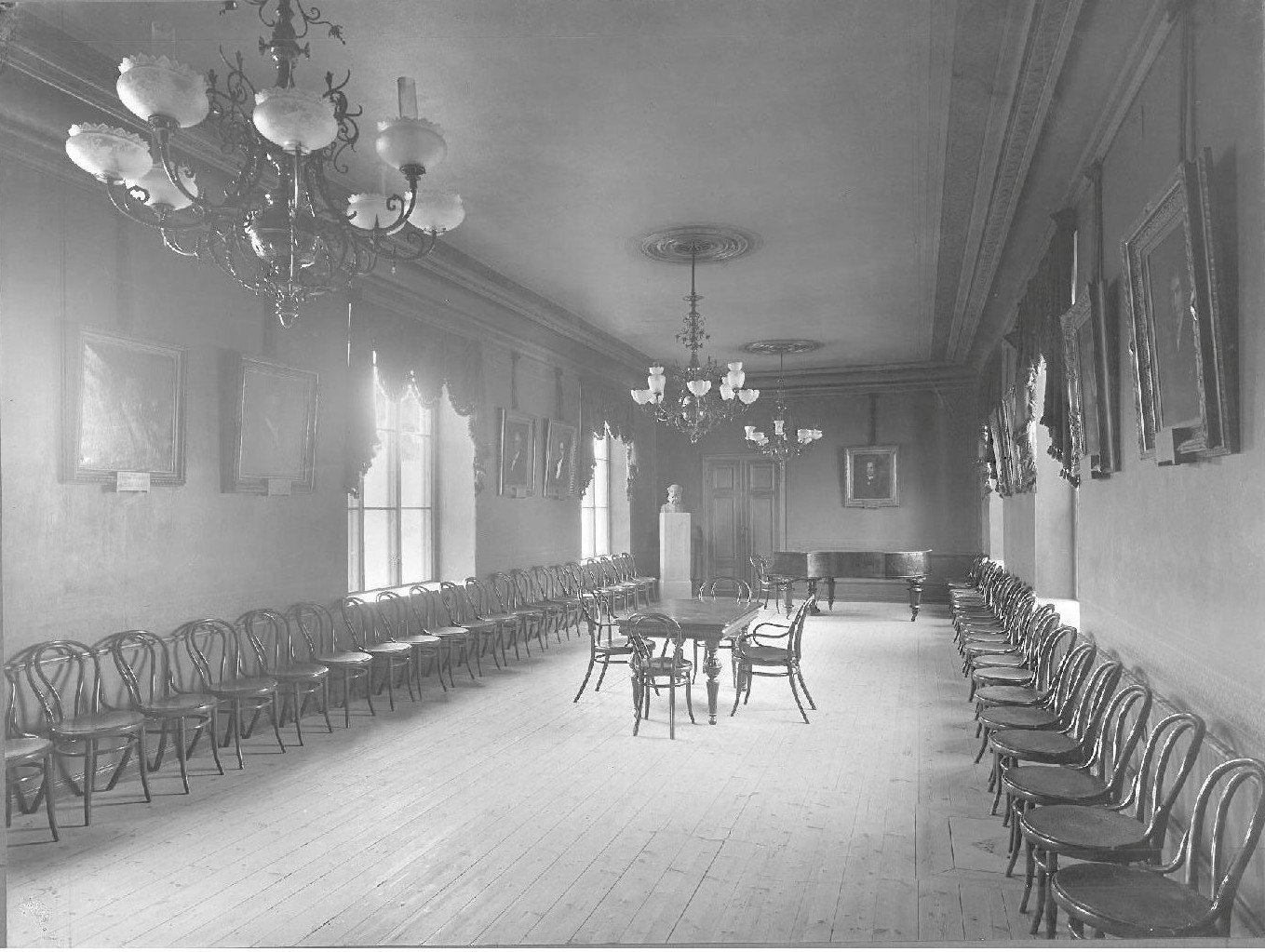
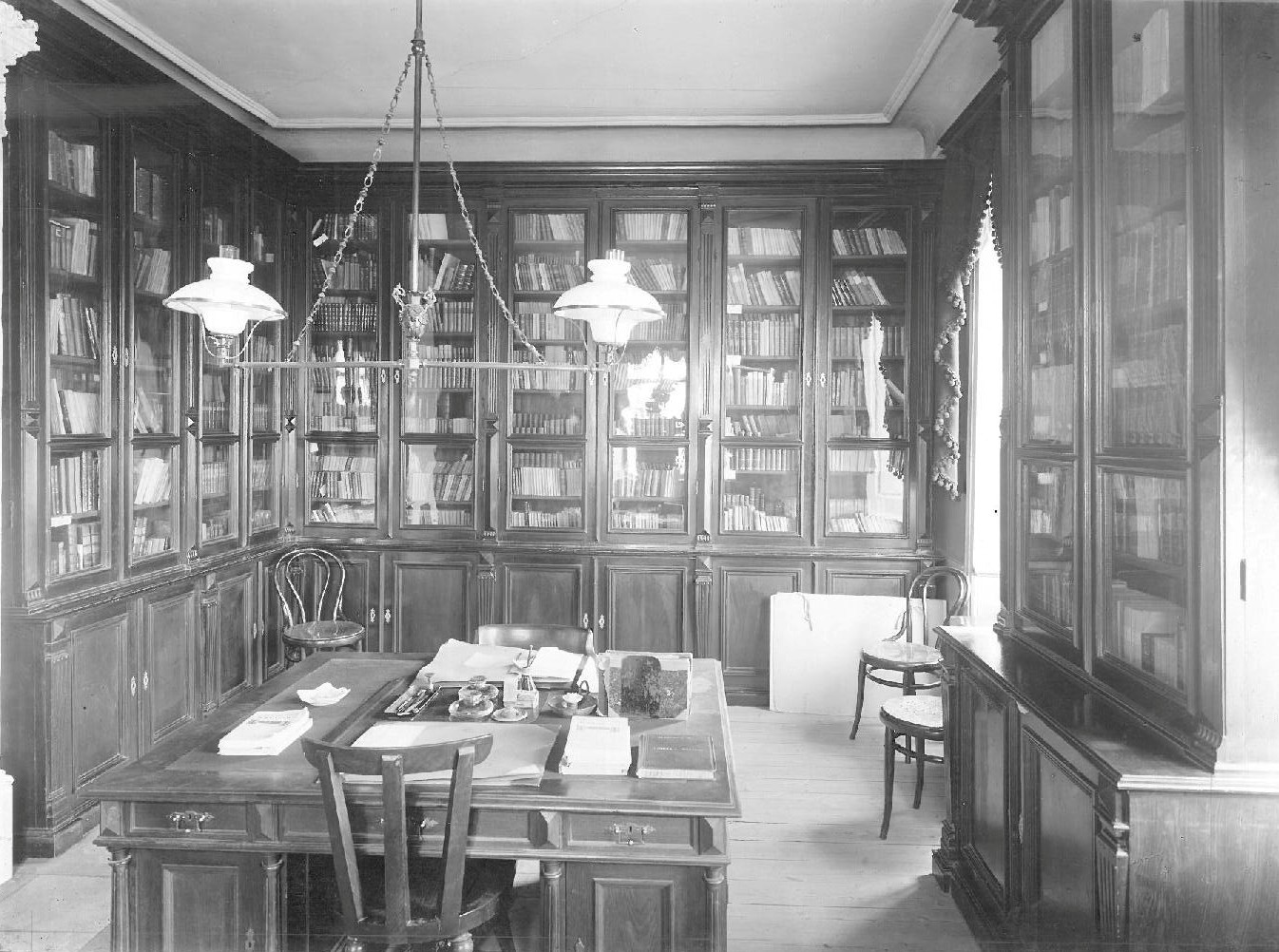
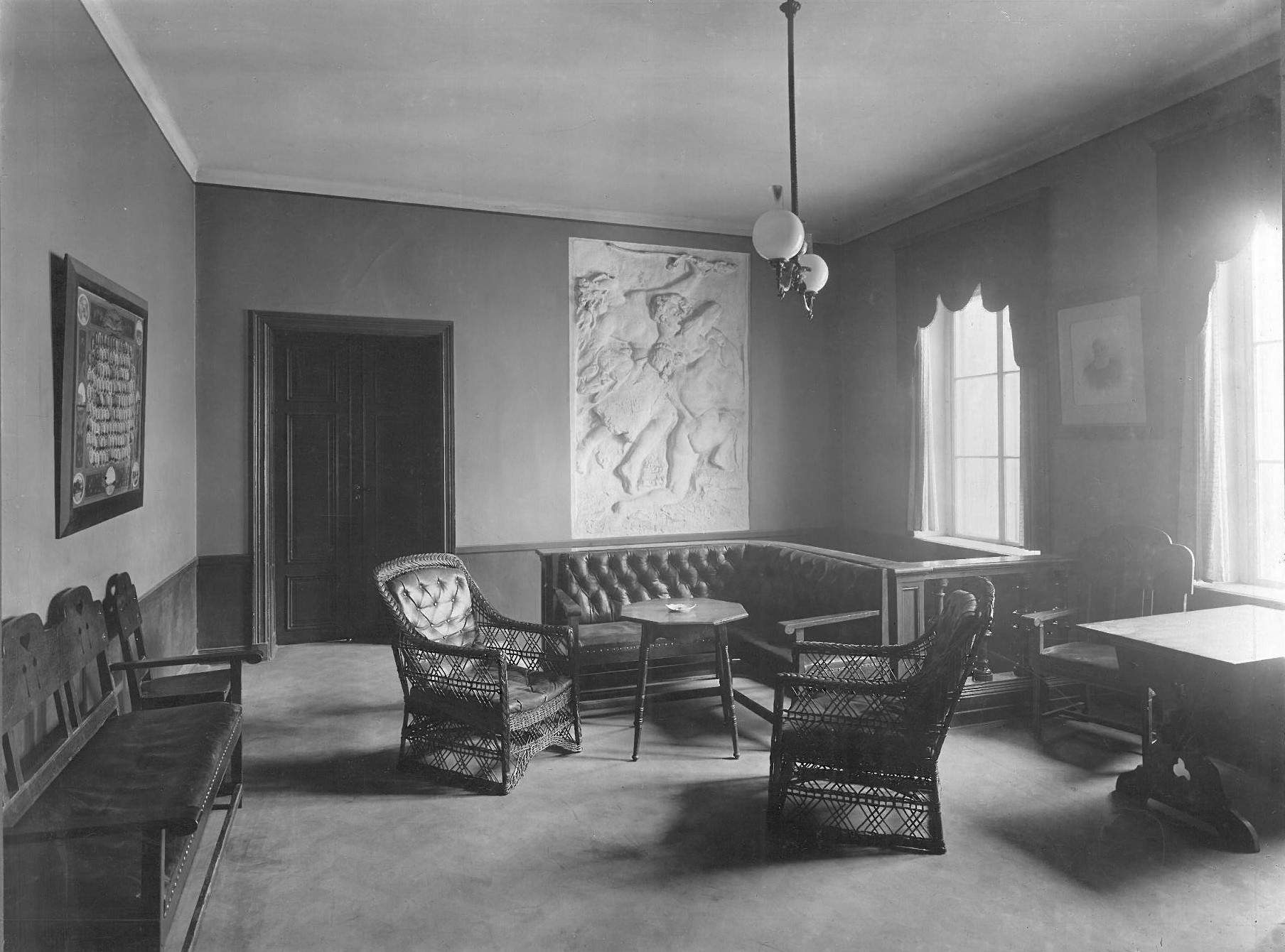

## Vännationer
- Nylands nation, Helsingfors
- Savolainen osakunta, Helsingfors
- Eteläsuomalainen osakunta, Helsingfors
- Nyländska Nationen, Åbo
- Wermlands nation, Lund
- Värmlands nation, Linköping
- Wermland-Dalslands nation, Umeå
- Studenterforeningen, Köpenhamn
- Det norske studentersamfund, Oslo
- Korp! Fraternitas Estica, Estland
- EÜS Põhjala, Estland
- St John's College, Cambridge

### Andra vänorganisationer
- Wermländska Sällskapet i Stockholm
- Värmlands Gille i Uppsala

## Bemärkta äldre kuratorer
- Erik Fernow (1735-1791), Värmlandshistoriker och präst. Kurator 1762.
- Gunnar Arpi. Kulturgeograf m.m. Inspektor under 1980-talet.

## Inspektorer
Nationens nuvarande inspektor är Elin Bjarnegård, professor i statsvetenskap. 
Sedan 2010 har nationen även en proinspektor, vilket för närvarande är Dag Nyholm, professor i neurologi. 